# Mučenje
Mučenje je vsakršna oblika namernega zadajanja bolečin, bodisi fizičnih ali duševnih, ki so lahko uporabljene kot sredstvo zastraševanja, maščevanja, kaznovanja ali kot sredstvo zasliševanja. Mučenje se uporablja tudi kot manipulativno sredstvo prisile in kontrole posameznikov ali skupin ljudi. Obravnavano je kot skrajna kršitev človeških pravic. Tretja in četrta Ženevska konvencija odreja, da v oboroženih konfliktih ne smejo biti mučeni vojni ujetniki (tako civilno prebivalstvo kot vojaki). Navkljub tem konvencijam organizacije, kot so Amnesty International ocenjujejo, da dve tretjini držav podpisnic sporazuma ne spoštuje dosledno.
V pogovornem smislu imenujemo mučitelje drugih tudi sadisti, ljudi, ki mučijo sami sebe pa mazohisti. Sadomazohisti so ljudje, ki v mučenju uživajo.

## Mednarodna raven

### Konvencija ZN proti mučenju
Konvencija Združenih narodov proti mučenju in drugim okrutnim, nečloveškim ali ponižujočim ravnanjem ali kaznovanju, ki trenutno velja od 26. junija 1987, daje široko opredelitev mučenja. Člen 1.1 Konvencije ZN proti mučenju določa:
Za namene te konvencije izraz "mučenje" pomeni vsako dejanje, s katerim se osebi namerno povzročijo hude bolečine ali trpljenje, bodisi fizično ali duševno, za namene, kot so pridobitev informacij ali priznanja od njega ali tretje osebe. , kaznovanje zanj za dejanje, ki ga je storila tretja oseba ali za katero obstaja sum, da jo je storila, zastraševanje ali izsiljevanje ali iz kakršnega koli razloga, ki temelji na kakršni koli diskriminaciji, kadar takšno bolečino ali trpljenje povzroči spodbujanje javnega uslužbenca ali druge osebe, ki deluje v uradni vlogi, ali s privolitvijo. Ne vključuje bolečin ali trpljenja, ki izhajajo samo iz zakonitih sankcij, ki so neločljive ali so nenamerne.
Ta opredelitev je bila omejena na uporabo samo za države in za mučenje, ki ga sponzorira vlada, in jasno omejuje mučenje na tisto, ki jo neposredno ali posredno izvajajo tisti, ki delujejo v uradni vlogi, kot so vladno osebje, osebje organov pregona, zdravstveno osebje, vojaško osebje , ali politiki.
Zdi se, da izključuje:
- mučenje, ki ga izvajajo tolpe, sovražne skupine, uporniki ali teroristi, ki ne upoštevajo nacionalnih ali mednarodnih mandatov;
- Naključno nasilje med vojno;
- In kazen, dovoljena z nacionalno zakonodajo, tudi če kazen uporablja tehnike, podobne tistim, ki jih uporabljajo mučitelji, kot so pohabljanje, bičevanje ali telesno kaznovanje, kadar se izvaja kot zakonita kazen. Nekateri strokovnjaki s področja rehabilitacije mučenja menijo, da je ta opredelitev preveč omejujoča in da je treba opredelitev politično motiviranega mučenja razširiti tako, da vključuje vsa dejanja organiziranega nasilja.

### Izjava iz Tokia
Še širša opredelitev je bila uporabljena v Tokijski deklaraciji iz leta 1975 glede sodelovanja zdravstvenih delavcev pri mučenju:
Za namene te izjave je mučenje opredeljeno kot namerno, sistematično ali neutemeljeno trpljenje fizičnega ali duševnega trpljenja s strani ene ali več oseb, ki delujejo same ali po nalogu katerega koli organa, da bi drugo osebo prisilile, da poda informacije in prizna. ali iz kakršnega koli drugega razloga.
Ta opredelitev vključuje mučenje kot del nasilja v družini ali ritualne zlorabe ter kaznivih dejanj.

### Rimski statut mednarodnega kazenskega sodišča
Rimski statut je pogodba, ki je ustanovila Mednarodno kazensko sodišče. Pogodba je bila sprejeta na diplomatski konferenci v Rimu 17. julija 1998 in je začela veljati 1. julija 2002. Rimski statut vsebuje najpreprostejšo opredelitev mučenja v zvezi s pregonom vojnih zločincev s strani mednarodnega kazenskega sodišča. Odstavek 1 člena 7 (e) Rimskega statuta določa:
"Mučenje" pomeni namerno povzročanje hude bolečine ali telesnega ali duševnega trpljenja osebi v priporu ali pod nadzorom obtoženega; razen tega, da mučenje ne vključuje bolečine ali trpljenja, ki izvira samo iz zakonitih sankcij, ki so neločljive ali naključne.

### Medameriška konvencija o preprečevanju in kaznovanju mučenja
Medameriška konvencija o preprečevanju in kaznovanju mučenja, ki velja od 28. februarja 1987, mučenje opredeljuje širše kot Konvencija Združenih narodov proti mučenju. Člen 2 Medameriške konvencije določa:
Za namene te konvencije se kot mučenje šteje vsako dejanje, ki je namerno storjeno, pri čemer se osebi za namene kazenske preiskave povzroči fizična ali duševna bolečina ali trpljenje kot sredstvo za ustrahovanje kot osebna kazen kot preventivni ukrep , kot kazen ali za kakršen koli drug namen. Pod mučenjem se razume tudi uporaba metod na osebi, katere namen je izbrisati osebnost žrtve ali zmanjšati njene fizične ali duševne sposobnosti, četudi te ne povzročajo fizične bolečine ali duševne tesnobe. Pojem mučenja ne vključuje fizične ali duševne bolečine ali trpljenja, ki je neločljivo povezana z zakonitimi ukrepi ali je le njihova posledica, pod pogojem, da ne vključujejo izvajanja dejanj ali uporabe metod iz tega člena.

### Evropsko sodišče za človekove pravice
Konvencija ZN proti mučenju in Rimski statut ter opredelitve mučenja vključujejo izraze, kot so "huda bolečina ali trpljenje". Mednarodno evropsko sodišče za človekove pravice je razsodilo o razliki med nečloveškim in ponižujočim ravnanjem in bolečino in trpljenjem, ki je dovolj hudo, da je mučenje.
V zadevi 'Irska proti Združenemu kraljestvu' (1979–1980) je ESČP razsodilo, da je pet tehnik, ki jih je razvilo Združeno kraljestvo (stoječe, kapuco, izpostavljenost hrupu, pomanjkanje spanja in pomanjkanje hrane in pijače), uporabljenih na štirinajstih pridržanih Irskih pripadnikih Združenega kraljestva na Severnem Irskem bilo "nečloveških in ponižujočih" in je pri tem kršilo Evropsko konvencijo o človekovih pravicah, vendar to ni pomenilo, da so bili žrtve "mučenja". Leta 2014 so britanski ministri, potem ko so bile odkrite nove informacije, ki so pokazale, da so britanski ministri sprejeli odločitev o uporabi petih tehnik na Severnem Irskem v letih 1971–1972, Irska vlada zaprosila EKČP, naj pregleda svojo sodbo. Leta 2018 je Sodišče s šestimi glasovi proti enemu zavrnilo.
V sodbi Aksoy proti Turčiji (1997) je Sodišče Turčijo leta 1996 razsodilo za mučenje v primeru pripornika, ki je bil suspendiran z rokami, medtem ko so mu bile roke vezane za hrbet.
Sodbo sodišča, da pet tehnik ne pomeni mučenja, so ZDA in Izrael pozneje navedle kot utemeljitev lastnih metod zasliševanja, ki so vključevale pet tehnik.
Sodišče je presodilo, da je vsakršno mučenje v vseh okoliščinah strogo prepovedano:
Člen 3 Konvencije vsebuje eno najbolj temeljnih vrednot demokratičnih družb. Tudi v najtežjih okoliščinah, kot je boj proti terorizmu ali kriminalu, Konvencija absolutno prepoveduje mučenje ali nečloveško ali ponižujoče ravnanje ali kaznovanje.
Člen 3 ne predvideva izjem in odstopanje od njih ni dovoljeno v skladu s členom 15 § 2, tudi v primeru izredne javne nevarnosti, ki ogroža življenje naroda.

### Združene države Amerike
Naslov 18 ameriškega zakonika vsebuje opredelitev mučenja v 18 ZDA. § 2340, ki se uporablja samo za osebe, ki mučijo ali poskušajo mučiti zunaj ZDA.
Bere se:
Kot je uporabljeno v tem poglavju -
(1) "mučenje" pomeni dejanje osebe, ki deluje v skladu z zakonsko barvo in je posebej namenjeno povzročanju hude telesne ali duševne bolečine ali trpljenja (razen bolečine ali trpljenja zaradi zakonitih sankcij) drugi osebi, ki je v njenem skrbništvu ali fizičnem nadzoru ;
(2) "huda duševna bolečina ali trpljenje" pomeni dolgotrajno duševno škodo, ki jo povzroči ali je posledica -
(A) namerno povzročanje ali groženje hude telesne bolečine ali trpljenja;
(B) dajanje ali nanašanje ali ogroženo dajanje ali spreminjanje snovi, ki spreminjajo misel, ali drugi postopki, izračunani tako, da močno motijo čute ali osebnost;
(C) grožnja neposredne smrti; ali
(D) nevarnost, da bo druga oseba v kratkem izpostavljena smrti, hudi fizični bolečini ali trpljenju ali dajanju ali uporabi snovi, ki spreminjajo um, ali drugim postopkom, izračunanim tako, da močno motijo čute ali osebnost;
(3) "Združene države" pomeni več zveznih držav ZDA, okrožje Columbia ter skupne države, ozemlja in posesti Združenih držav.
Da bi Združene države lahko prevzele nadzor nad to jurisdikcijo, mora biti domnevni storilec kaznivega dejanja državljan ZDA ali pa mora biti domnevni storilec prisoten v ZDA, ne glede na državljanstvo žrtve ali domnevnega storilca. Vsaka oseba, ki se zaroti za kaznivo dejanje, bo kaznovana z enakimi kaznimi (razen smrtne kazni) kot za dejansko dejanje ali poskus dejanja, katerega izvršitev je bila predmet zarote.

### Zakon o zaščiti žrtev mučenja iz leta 1991
Zakon o zaščiti žrtev mučenja iz leta 1991 določa pravna sredstva za posameznike, ki so žrtve mučenja s strani oseb, ki delujejo uradno kot kateri koli tuji narod. Opredelitev je podobna ameriškem zakoniku § 2340, ki se glasi:
(b) MUČENJE. - Za namene tega zakona -
(1) izraz "mučenje" pomeni vsako dejanje, usmerjeno proti posamezniku, ki je v priporu ali fizičnem nadzoru storilca kaznivega dejanja, s katerim se pojavijo hude bolečine ali trpljenje (razen bolečin ali trpljenja, ki izvirajo samo iz zakonitih sankcij ali so iz njih povezane ali so naključne) , fizično ali duševno, namenjeno temu posamezniku za namene, kot je pridobitev informacij od posameznika ali tretje osebe ali priznanje, kaznovanje tega posameznika za dejanje, ki ga je posameznik ali tretja oseba storila ali za katerega obstaja sum, da prisiliti posameznika ali tretjo osebo ali iz kakršnega koli razloga, ki temelji na kakršni koli diskriminaciji; in
2) duševna bolečina ali trpljenje se nanaša na dolgotrajno duševno škodo, ki jo povzroči ali je posledica -
(A) namerno povzročanje ali groženje hude telesne bolečine ali trpljenja;
(B) dajanje ali nanašanje ali ogroženo dajanje ali spreminjanje snovi, ki spreminjajo misel, ali drugi postopki, izračunani tako, da močno motijo čute ali osebnost;
(C) grožnja neposredne smrti; ali
(D) grožnja, da bo drug posameznik kmalu podvržen smrti, hudi fizični bolečini ali trpljenju ali dajanju ali uporabi snovi, ki spreminjajo um, ali drugim postopkom, izračunanim tako, da močno motijo čute ali osebnost.

## Zgodovina
Dodatne informacije: Zgodovina človekovih pravic
Pri preučevanju zgodovine mučenja nekatere oblasti zgodovino mučenja same po sebi togo ločujejo od zgodovine smrtne kazni, pri tem pa opozarjajo, da je večina oblik smrtne kazni izredno boleča. Mučenje je preraslo v bogato disciplino, kjer je kalibrirano nasilje opravljalo dve funkciji: preiskovanje in izpovedovanje ter napad na telo kot obliko kaznovanja. Celotno prebivalstvo mest bi se pojavilo, da bi bilo na javnem trgu priča mučenju. Tiste, ki jim je bilo "prizanešeno" mučenje, so navadno zaprli bose v zaloge, kjer so se otroci veselili drgnjenja iztrebkov v lase in usta.
Namerno boleče metode mučenja in usmrtitve hudih zločinov so bile samoumevne kot del pravičnosti do razvoja humanizma v filozofiji 17. stoletja, "kruta in nenavadna kazen" pa je bila razglašena v angleškem Billu o pravicah iz leta 1689. Razsvetljenska doba v zahodnem svetu je nadalje razvila idejo o univerzalnih človekovih pravicah. S sprejetjem Splošne deklaracije o človekovih pravicah leta 1948 so vse države članice OZN vsaj nominalno priznale splošno prepoved mučenja.
Njen učinek pa je v praksi omejen, saj deklaracija ni uradno ratificirana in v mednarodnem pravu nima pravno zavezujočega značaja, temveč se šteje za del običajnega mednarodnega prava. Več držav še danes izvaja mučenje. Nekatere države so jo pravno kodificirale, druge pa trdijo, da se to ne izvaja, medtem ko se mučenje skriva. [26]
Od časov, ko je po vsej Evropi prevladovalo rimsko pravo, je bilo mučenje podvrženo trem razredom ali stopnjam trpljenja. [27] Mučenje prve stopnje je običajno potekalo v obliki bičevanja in pretepanja, vendar ni pohabljalo telesa. Najpogostejši sodobni primer je Bastinado, tehnika premagovanja ali bičevanja podplatov bosih nog. Mučenje druge stopnje je bilo skoraj v celoti sestavljeno iz naprav za drobljenje in postopkov, vključno z vijačnimi stiskalnicami ali "kostnimi očesi", ki so na najrazličnejše načine zdrobili palce, prste, kolena, stopala, celo zobe in lobanje. Reprezentativen je širok nabor "škornjev" - strojev, namenjenih počasnemu drobljenju stopal. Končno pa so mučenja tretje stopnje divje pohabljala telo na številne strašne načine, vključevala so konice, rezila, vrelo olje in nadzorovan ogenj. Nazobčan železni drobilnik jezika; vroča bakrena kotlina za uničenje vida in zaloge, ki so zapornika na silo držale gole noge, ki so se lesketale z zaseko, neposredno nad razgretim premogom (praženje stopal), dokler kože in nožne mišice niso zgorele črno in kosti padle v pepel, so primeri mučenja v tretji stopnji.

### Metode mučenja
Med mučenja je spadala ševaleta, v kateri je obtožena čarovnica sedela na koničastem kovinskem konju z utežmi, napetimi na noge. Mučenje spolnega poniževanja je vključevalo prisilno sedenje na vročih stolih.  Gresillons, ki jih na Škotskem imenujejo tudi pennywinkis, ali pilliwinks, so zdrobili konice prstov na rokah in nogah v obliki naprave.  Španski čevelj ali "vijak za noge", ki se večinoma uporablja v Nemčiji in na Škotskem, je bil jekleni čevelj, ki so ga obtožencu namestili nad nogo in zategnili. Pritisk zaradi stiskanja čevlja je zlomil koščke v kostnici. Nek Škot jo je označil za "najhujšo in najbolj kruto bolečino na svetu".  Genialne različice španskega čevlja so bile zasnovane tudi tako, da počasi drobijo noge med železnimi ploščami, oboroženimi z zastrašujočimi konicami. Echelle, bolj znana kot "lestev" ali "stojalo", je bila dolga miza, na kateri je ležal obtoženi, potem pa ga je raztegnilo.
Mučenje je bilo tako intenzivno, da so oškodovančeve okončine pogosto izvlekli iz vtičnice, včasih so jih celo odtrgali od telesa. Ob nekaterih posebnih priložnostih so v povezavi z lestvijo uporabljali tortiljon, ki bi hkrati z raztegovanjem močno stisnil in pohabil genitalije.  Podobno kot lestev je bilo "dvigalo". Obtožencu je raztegnilo okončine; žrtvine noge so bile privezane na tla, roke pa so bile zavezane za hrbtom. 
Sodni sistem kralja Jamesa je bil naklonjen uporabi turk, iznajdljivega in divjega železnega instrumenta za uničevanje nohtov prstov na rokah in nogah. Ostro konico instrumenta so najprej potisnili pod noht do korenine in noht razdelili po sredinski črti. S kleščami so nato prijeli za rob uničenega nohta in ga počasi odtrgali od nohtov. Podobno mučenje je bilo uporabljeno za viteze templjarje in za domnevne čarovnice, s klini ali nabodalami iz lesa, kosti ali železa, so počasi zabijali pod nohte.
Druga pogosta mučenja so vključevala strappado, sistem uteži in jermenic, s katerimi so zapornika trpali in trzali, da bi si izpahnil okončine; vodno mučenje, s katerim se je obdržal na samem robu utapljanja ali tako imenovano mučenje z ognjem, pri katerem so bili podplati, imobilizirani v zaloge železa in namazani z zaseko, med prsti so včasih drseli delci vročega premoga, da bi povečali krutost mučenje. Nekatere najstarejše metode mučenja so znane še danes: na primer čevelj se uporablja v številnih afriških državah, medtem ko je sovjetska KGB rada uporabljala razgrete likalnike oblačil na podplatih nog ali spajkalnik med prsti.

### Od leta 1948
Sodobna občutljivost je bila oblikovana z globokim odzivom na vojne zločine in zločine proti človeštvu, ki so jih v drugi svetovni vojni zagrešile zavezniške sile, kar je privedlo do velike mednarodne zavrnitve večine, če ne celo vseh vidikov te prakse.  Le redke države želijo, da bi to opisovali svojim državljanom ali mednarodni skupnosti. Mučenje se giblje od fizičnih, psiholoških, političnih tehnik zasliševanja in vključuje tudi posilstva ljudi, ki niso organi pregona.
Po mnenju učenjaka Ervanda Abrahamiana, čeprav je bilo več desetletij prepoved mučenja, ki se je iz Evrope razširilo na večino sveta, je bil do osemdesetih let tabu proti mučenju porušen, ki ga je deloma spodbudila televizija.
V letih 2004 in 2005 je več kot 16 držav poročalo o mučenju.  V prizadevanju za globalno ozaveščenost je Human Rights Watch ustvaril spletno stran, ki ljudi opozarja na novice in multimedijske publikacije o mučenju po vsem svetu. Mednarodni rehabilitacijski svet za žrtve mučenja [IRCT] je na podlagi Amnesty International, 2001, Human Rights Watch, 2003, United Nations, 2002, U.S. State Department, 2002 ustvaril letna poročila o človekovih pravicah. Ta poročila so pokazala, da o mučenju in slabem ravnanju dosledno poročajo na podlagi vseh štirih virov v 32 državah. Vsaj dve poročata o uporabi mučenja in slabega ravnanja v vsaj 80 državah. Ta poročila potrjujejo domnevo, da se v četrtini svetovnih držav redno »izvajajo« mučenja. Ta splošna razširjenost mučenja se ocenjuje na podlagi obsega določenih skupin z visokim tveganjem in obsegom mučenja, ki ga uporabljajo te skupine. "Takšne skupine sestavljajo begunci in osebe, ki so ali so bile pod mučenjem."Po mnenju profesorja Dariusa Rejalija, čeprav so diktature morda mučile "bolj ali manj brez razlikovanja", so to bile sodobne demokracije, "ZDA, Velika Britanija in Francija - ki je bila pionir, postali so lingua franca sodobnega mučenja: metode, ki ne puščajo sledi. Praksa mučenja, ki se uporablja kot zatiranje političnih nasprotnikov bi lahko bila del kazenske preiskave ali tehnike zasliševanja, da bi dobili želene informacije in ohranili pooblastila organov pregona za državljane.
Sodobni koncept metod mučenja, ki ne puščajo nobenih fizičnih dokazov, je zapisan v Diagnostično statističnem priročnik za duševne motnje DSM-IV v spreminjajoči se definiciji posttravmatske stresne motnje PTSP. Ta revidirana opredelitev je vključevala psihološko mučenje z izjavo: "izraža zaskrbljenost, da v diagnostično statističnem priročniku duševnih motenj opredelitev posttravmatske stresne motnje ne vključuje tistih oblik psihološkega mučenja, pri katerih telesna integriteta osebe ni ogrožena. Diagnostično merilo, ki označuje travmatične stresorje, ki vodijo v PTSP, je treba izraziti tako, da so vključene psihološke oblike mučenja." Po letu 1995 se obsežna opredelitev spremeni iz »katerega koli dejanja, s katerim se huda bolečina ali trpljenje, bodisi duševno ali fizično, namerno povzroči osebi«, do vključno z izrazi »psihološko mučenje« in vključno s primeri, kot so tehnike zasliševanja, od pomanjkanja spanja, samice, strahu in ponižanja do hudega spolnega in kulturnega ponižanja ter uporabe groženj in fobij za spodbujanje strah pred smrtjo ali poškodbami.
Mučenje se še vedno dogaja v majhnem številu liberalnih demokracij kljub številnim mednarodnim pogodbam, kot sta Mednarodni pakt o državljanskih in političnih pravicah in Konvencija ZN proti mučenju, zaradi katerih je mučenje nezakonito. Kljub takšnim mednarodnim konvencijam se še naprej pojavljajo primeri mučenja, kot je mučenje v Abu Ghraibu leta 2004 in škandal z zlorabo zapornikov, ki ga je zagrešilo osebje ameriške vojske. Ameriška ustava in ameriška zakonodaja prepovedujejo uporabo mučenja, vendar so se takšne kršitve človekovih pravic zgodile med vojno proti terorizmu pod evfemizmom Okrepljeno zasliševanje. . ZDA so leta 2009 pod Obamovo upravo spremenile prejšnjo politiko mučenja. Ta revizija je preklicala izvršno odredbo 13440 z  20. julijem 2007, v skladu s katero se je zgodil incident v Abu Ghraibu in zloraba zapornikov. Izvršna odredba 13491 z 22. januarjem 2009 opredeljuje politiko Združenih držav glede mučenja in tehnik zasliševanja v poskusu nadaljnjega preprečevanja novega mučenja.
Glede na ugotovitve dr. Christiana Davenporta z univerze Notre Dame, profesorja Williama Mooreja z univerze Florida in Davida Armstronga z univerze Oxford med raziskavami mučenja, dokazi kažejo, da so bile nevladne organizacije najpomembnejši dejavnik za zaustavitev mučenja. Predhodne raziskave kažejo, da je lahko civilna družba tista, ki mučenje ustavi in ne vladne institucije. Ta nezmožnost obvladovanja zlorab in mučenja v družbi ustvarja nepopolno demokracijo, ki ni v skladu z mednarodno dogovorjenimi standardi za državljanske in politične pravice. Mnoge organizacije služijo razkrivanju razširjenih kršitev človekovih pravic in posameznikom odgovarjajo pred mednarodno skupnostjo.

### Zgodovinske metode usmrtitve in smrtne kazni
Večinoma so bile smrtne kazni krute in nehumane. Stroge zgodovinske kazni vključujejo lomljenje kolesa, vrenje do smrti, luščenje, počasno rezanje, razkoščičenje, križanje, nabijanje na kolec, drobljenje, kamenjanje, usmrtitev s sežiganjem, razkosanjem, žaganjem, odsekanjem glave ali usmrtitev z ogrlico.
Lingchi, znan tudi kot počasno rezanje ali smrt zaradi več tisoč ureznin, je bila oblika usmrtitve, ki se je uporabljala na Kitajskem, do leta 1905. 
Po apokrifnem znanju se je lingči začel, ko je mučitelj, ki je držal izredno oster nož, začel z izpuščanjem oči, zaradi česar je bil obsojeni nesposoben videti preostanek mučenja, to je verjetno precej prispevalo k psihološki grozi postopka. Pri zaporednih precej manjših rezih so odrezali ušesa, nos, jezik, prste, prste na nogah in podobno, nato so nadaljevali z bolj grobimi kosi, odstranili so meso z večjih delov, na primer stegen in ramen. Celoten postopek naj bi trajal tri dni in je imel skupaj 3600 rezov. Močno izrezljana telesa pokojnika so nato postavili na parado za javno predstavo.
Nabijanje glave je bil način mučenja in usmrtitve, pri katerem je bila oseba prebodena z dolgim kolcem. Prodor so izvajali »iz strani«, iz rektuma, skozi usta ali nožnico. Ta metoda je povzročila počasno, bolečo smrt. Pogosto so potem žrtev dvignili v zrak, da bi zaradi gravitacije zdrsnila po drogu. Smrt je lahko trajala več dni. Skozi srednji vek so nabijanje pogosto izvajali v Aziji in Evropi. Vlad III Dracula in Ivan Grozni sta bila znana kot glavna uporabnika te metode.
Zlomno kolo je bila mučilna naprava za smrtno kazen, ki se je v srednjem veku in zgodnjem novem času uporabljala za javno usmrtitev z ljubkovanjem do smrti, zlasti v Franciji in Nemčiji. V Franciji so obsojene položili na kolo z raztegnjenimi okončinami vzdolž nad dvema trdnima lesenima nosilcema. Kolo je bilo narejeno tako, da se je počasi vrtelo. Skozi odprtine med naperami je krvnik žrtev udaril z železnim kladivom, ki je zlahka zlomilo kosti žrtve. Ta postopek so ponovili večkrat na ud. Ko so mu kosti zlomili, so ga pustili na kolesu, da je umrl. Trajalo je ure ali celo dneve, preden sta šok in dehidracija povzročila smrt. Kazen je bila v Nemčiji odpravljena šele leta 1827.

### Etimologija
Beseda "mučenje" izhaja iz francoščine torture ki izvira iz poznolatinske tortura in na koncu izhaja iz preteklega deležnika torquere, ki pomeni "zviti". Beseda se uporablja tudi za opis bolj običajnih neprijetnosti, ki so opisane kot dolgočasne in ne boleče; na primer "izdelava te preglednice je bila mučenje!"
Po Diderotovi Enciklopediji je bilo mučenje v Franciji v sedemnajstem stoletju imenovano tudi "vprašanje". Ta izraz izhaja iz uporabe mučenja v kazenskih zadevah: med mučenjem so obtoženem postavljali vprašanja, da bi izvedeli več o kaznivem dejanju.

## Verske perspektive

### Rimskokatoliška cerkev
V zgodnjem srednjem veku je katoliška cerkev nasprotovala mučenju med kazenskim postopkom. To je razvidno iz pisma, ki ga je papež sveti Nikolaj Veliki poslal bolgarskemu hanu Borisu leta 866 n. Št. Ad Consulta Vestra (z latinskim naslovom) je sodno mučenje razglasila za prakso, ki je v nasprotju z božjim zakonom. Papež je poudarjal , da bi moralo biti priznanje kaznivega dejanja spontano oz. prostovoljno izrečeno, ne izsiljeno, sploh pa ne izsiljeno z nasiljem. Zavzel se je za alternativni in bolj human postopek, v katerem bi moral obtoženi priseči nedolžnost svetemu evangeliju, da ni storil kaznivega dejanja. Nicholas je v istem pismu poudaril tudi, da je treba tiste, ki nočejo sprejemati krščanstva, usmeriti k sprejemanju resnične vere z opozorili, spodbudami in razumom, ne z nasiljem.
V visokem srednjem veku je bila Cerkev vse bolj zaskrbljena zaradi zaznane nevarnosti, ki jo za njen obstoj predstavlja vstajajoča herezija, zlasti tista, ki jo pripisujejo domnevni sekti, imenovani katari. Katarizem je imel korenine v pavlikijskem gibanju v Armeniji in vzhodni bizantinski Anatoliji ter bogomilih prvega bolgarskega cesarstva. Zato je Cerkev začela zapovedovati posvetnim vladarjem, da iztrebijo krivoverstvo (da vladarjevi katoliški podložniki ne bodo oproščeni svoje zvestobe) in da bi prisilili heretike ali priče, da priznajo svoje napake in obtožujejo druge, se je odločila, da bo sankcionirala uporabo metod mučenja, ki so ga sekularne vlade že uporabljale v drugih kazenskih postopkih zaradi okrevanja rimskega prava, v srednjeveški inkviziciji. Vendar je papež Inocenc IV v Bull Ad extirpanda (15. maja 1252) določil, da se inkvizitorji ne smejo ustaviti pred nevarnostmi za življenje. 
Pogledi sodobne Cerkve glede mučenja so se drastično spremenili in se v veliki meri vrnili v prejšnje stališče. Leta 1953 je papež Pij XII. v nagovoru 6. mednarodnega kongresa kazenskega prava odobravajoče ponovil stališče papeža Nikolaja Velikega več kot tisoč let pred njim, ko je njegov predhodnik enostransko nasprotoval uporabi sodnega mučenja in izjavil:
Predhodni pravni postopek mora izključiti fizično in psihološko mučenje in uporabo mamil: najprej zato, ker kršijo naravno pravico, tudi če je obtoženi resnično kriv, in drugič, ker prepogosto povzročajo napačne rezultate ... Leta 866, je veliki papež Nikolaj I. na vprašanje, ki ga je postavilo ljudstvo, ki je pravkar prišlo v stik s krščanstvom, odgovoril: "Če je ujet tat ali razbojnik, in zanika, kar mu pripisujejo, med vami pravite, da bi ga sodnik moral udariti po glavi in mu prebiti boke z železnimi konicami, dokler ne bo spregovoril resnice. Tega ne priznava ne božanski ne človeški zakon: izpoved ne sme biti vsiljena, temveč spontana; ne sme biti izsiljevana, ampak prostovoljna; nenazadnje, če se zgodi, da po povzročitvi teh trpljenj ne odkrijete popolnoma ničesar v zvezi s tistim, s čimer ste obtoženega obtožili, ali vas ni vsaj sram in ali ne prepoznate, kako brezobzirna je bila vaša sodba? Če obtoženi, ki ne more trpeti takšnih mučenj, prizna kazniva dejanja, ki jih ni storil, kdo je, prosim vas, odgovoren za tako brezbožnost? Ali ga ni on prisilil v tako lažno priznanje? Poleg tega, če nekdo z ustnicami izreče tisto, kar mu ni v mislih, je dobro znano, da se ne izpove, ampak zgolj govori. Kdo si ne bi želel, da v dolgem obdobju, ki je preteklo od takrat, pravičnost tega pravila ni nikoli odložila! Potreba po opozorilu , izrečenem pred sto leti, je žalosten znak splavov pravne prakse v dvajsetem stoletju.
Tako Katekizem katoliške cerkve (objavljen leta 1994) uporabo mučenja obsoja kot hudo kršitev človekovih pravic. V št. 2297-2298 piše:
Mučenje, ki s fizičnim ali moralnim nasiljem pridobiva priznanja, kaznuje krivce, prestraši nasprotnike ali zadovoljuje sovraštvo, je v nasprotju s spoštovanjem človeka in človekovega dostojanstva ... V preteklosti so legitimne vlade pogosto uporabljale krute prakse zakon in red, pogosto brez protestov cerkvenih pastirjev, ki so tudi sami sprejeli predpise rimskega prava o mučenju na svojih sodiščih. Ker so ta dejstva obžalovanja vredna, je Cerkev vedno učila dolžnosti pomilosti in usmiljenja. Duhovnikom je prepovedala prelivanje krvi. V zadnjem času je postalo očitno, da te okrutne prakse niso bile potrebne niti za javni red niti v skladu z zakonitimi pravicami človeške osebe. Nasprotno, te prakse so privedle do še bolj ponižujočih. Treba si je prizadevati za njihovo ukinitev.

### Šeriatsko pravo
Med pravniki šeriatskega prava prevladuje stališče, da mučenje v nobenem primeru ni dovoljeno.

### V judovstvu
Mučenje ni prisotno v halakhi (judovski zakon). Nekoč je v judovstvu obstajal sistem smrtnega in telesnega kaznovanja, pa tudi zakon za premoženjska kazniva dejanja, vendar ga je v času drugega templja Sanhedrin odpravil.
Moses ben Maimon, znan kot Maimonides je izdal sodbo človeko, kjer mu je beth din (judovsko versko sodišče) ukazalo, naj se loči od svoje žene, in je zavrnil, da naj ga prisilijo, dokler ne bo izjavil, da želi.  To velja le v primerih, ko obstajajo posebni razlogi za sodbo.  V devetdesetih letih so nekateri aktivistični rabini to izjavo razlagali tako, da je bilo možno mučiti moža v zakonskih odnosih, da bi jih prisilili k odobritvi gitina (verske ločitve) od svojih žena.

## Zakoni proti mučenju
Generalna skupščina Združenih narodov je 10. decembra 1948 sprejela Splošno deklaracijo o človekovih pravicah. V 5. členu je določeno: "Nihče ne sme biti izpostavljen mučenju ali okrutnemu, nečloveškemu ali ponižujočemu ravnanju ali kaznovanju."  Od takrat so bile sprejete številne druge mednarodne pogodbe za preprečevanje mučenja. Najpomembnejše pogodbe v zvezi z mučenjem so Konvencija Združenih narodov proti mučenju in Ženevske konvencije iz leta 1949 ter dodatna protokola I in II z dne 8. junija 1977.

### Konvencija Združenih narodov proti mučenju in drugim krutim, nečloveškim ali poniževalnim kaznim ali ravnanj
Konvencija Združenih narodov proti mučenju in drugim okrutnim, nečloveškim ali ponižujočim ravnanjem ali kaznovanju je začela veljati junija 1987. Najpomembnejši členi so členi 1, 2, 3 in 16.
1. Člen

1. V tej konvenciji pomeni izraz »mučenje« vsako dejanje, ki osebi namenoma prizadene hudo bolečino ali trpljenje, bodisi telesno ali duševno, da bi se od nje ali koga drugega dobila obvestila ali priznanja ali da bi se kaznovala za dejanje, ki ga je storila sama ali kdo drug ali je zanj osumljena sama ali kdo drug, da bi se ustrahovala ali nanjo izvajal pritisk ali da bi se ustrahoval kdo drug ali nanj izvajal pritisk, ali iz kateregakoli drugega razloga, ki temelji na katerikoli obliki diskriminacije, če to bolečino ali trpljenje prizadeva uradna oseba ali kdo drug, ki nastopa kot oseba z uradnim statusom ali na njeno pobudo ali z njeno izrecno privolitvijo ali privolitvijo molče. Ta izraz se ne nanaša na bolečino ali trpljenje, ki je posledica izključno zakonitih sankcij, ki ni ločljivo od teh sankcij ali ga te sankcije povzročajo.

2. Ta člen ne vpliva na noben mednarodni instrument ali nacionalni zakon, ki vsebuje ali utegne vsebovati določbe širšega pomena.
2. Člen

1. Vsaka država članica izvaja zakonske, upravne, sodne ali druge učinkovite ukrepe, da bi na ozemlju pod svojo jurisdikcijo preprečila mučenje.
 
2. Kot opravičilo za mučenje se ne more navesti nikakršna izredna okoliščina - bodisi da gre za vojno stanje ali vojno nevarnost, notranjo politično nestabilnost ali kako drugo izredno stanje.

3. Kot opravičilo za mučenje se ne more navesti odredba kake nadrejene osebe ali organa oblasti.
3. Člen

1. Nobena država članica ne bo pregnala, izgnala in ne izročila osebe drugi državi, če so resni razlogi za sum, da utegne biti mučena.

2. Da bi ugotovili, ali so taki razlogi, bodo pristojni organi upoštevali vse relevantne okoliščine, med drugim tudi to, ali obstaja v zadevni državi vrsta sistematičnih resnih, očitnih ali množičnih kršitev človekovih pravic.
16. Člen

1. Vsaka država članica prevzema obveznost, da bo na ozemlju pod svojo jurisdikcijo preprečila druga dejanja krutih, nečloveških ali poniževalnih kazni ali ravnanja, ki niso dejanja mučenja, kot jih opredeljuje 1. člen, kadar takšna dejanja stori predstavnik javne funkcije ali kdo drug, ki nastopa kot oseba z uradnim statusom ali na njeno spodbudo ali z njeno izrecno privolitvijo ali privolitvijo molče. Zlasti obveznosti, navedene v 10., 11., 12. in 13. členu, se uporabljajo s tem, da se pojem mučenja nadomesti s pojmom drugih oblik krutih, nečloveških ali poniževalnih kazni ali ravnanja.

2. Določbe te konvencije ne vplivajo na določbe kateregakoli mednarodnega instrumenta ali nacionalnega zakona, ki prepoveduje krute, nečloveške ali poniževalne kazni ali ravnanja ali ki se nanaša na izročitev ali izgon.
- 1. Člen: Mučenje je "huda bolečina ali trpljenje". Evropsko sodišče za človekove pravice (EKČP) vpliva na razprave o tem področju mednarodnega prava.
- 2. Člen: "Ni izjemnih okoliščin, v katerih lahko država muči in ne krši svojih pogodbenih obveznosti."
- 16.Člen: Podpisnike obvezuje, da na vseh ozemljih pod njihovo jurisdikcijo preprečijo "kruto, nečloveško ali ponižujoče ravnanje ali kaznovanje".

### Izbirni protokol h Konvenciji ZN proti mučenju
Izbirni protokol h Konvenciji proti mučenju (OPCAT) je začel veljati 22. junija 2006 kot pomemben dodatek k UNCAT. Kot je navedeno v 1. členu, je namen protokola "vzpostaviti sistem rednih obiskov neodvisnih mednarodnih in nacionalnih organov v krajih, kjer so ljudje odvzeti prostost, da se prepreči mučenje in drugo kruto, nečloveško ali ponižujoče ravnanje ali kazen.  Vsaka država, ki je ratificirala OPCAT, je v skladu s 17. členom odgovorna za oblikovanje ali vzdrževanje vsaj enega neodvisnega nacionalnega preventivnega mehanizma za preprečevanje mučenja na domači ravni.

### Posebni poročevalec OZN o mučenju
Komisija Združenih narodov za človekove pravice se je leta 1985 odločila, da bo imenovala strokovnjaka, posebnega poročevalca, ki bo preučeval vprašanja, povezana z mučenjem. Položaj je bil do danes podaljšan.  Profesor Nils Melzer je 1. novembra 2016 prevzel funkcijo posebnega poročevalca OZN o mučenju. Opozoril je, da so lahko posebna orožja in naprave za nadzor nemirov, ki jih uporabljajo policija in varnostne sile, nezakonite.

### Rimski statut Mednarodnega kazenskega sodišča
Rimski statut, ki je ustanovil Mednarodno kazensko sodišče (ICC), predvideva kazenski pregon oseb, odgovornih za genocid, vojne zločine in zločine proti človeštvu. Zakon mučenje opredeljuje kot "namerno povzročanje hude bolečine ali fizičnega ali duševnega trpljenja osebi, ki je v priporu ali pod nadzorom obdolženca; le da mučenje ne vključuje bolečine ali trpljenja, ki izvira samo iz, neločljivo povezano ali naključno zakonite sankcije ". 
V skladu s 7. členom statuta se mučenje lahko šteje za zločin proti človeštvu, "če je storjeno kot del razširjenega ali sistematičnega napada na katero koli civilno prebivalstvo, ki ve za napad".
```
8. člen zakona določa, da se lahko mučenje v določenih okoliščinah preganja tudi kot vojni zločin.
[
30
]
```

Mednarodno kazensko sodišče je začelo delovati 1. julija 2002 in lahko preganja le kazniva dejanja, storjena na ta datum ali pozneje.  Sodišče je na splošno lahko pristojno le v primerih, ko je obdolženi državljan države pogodbenice Rimskega statuta, domnevno kaznivo dejanje se je zgodilo na ozemlju države pogodbenice ali je primer Združenih narodov za varnost pred sodiščem Svet. Sodišče je zasnovano tako, da dopolnjuje obstoječe nacionalne sodne sisteme: svojo pristojnost lahko izvaja le, kadar nacionalna sodišča nočejo ali ne morejo preiskati ali preganjati takih kaznivih dejanj. Primarna odgovornost za preiskovanje in kaznovanje kaznivih dejanj je zato pridržana posameznim državam.

### Ženevske konvencije
Štiri ženevske konvencije zagotavljajo zaščito ljudem, ki padejo v sovražne roke. Konvencije ljudi ne delijo jasno na vloge borcev in neborcev. Konvencije se nanašajo na:
- "ranjeni in bolni borci ali neborci"
- "civilne osebe, ki ne sodelujejo v sovražnostih in medtem ko prebivajo na območjih, ne opravljajo nobenega dela vojaškega značaja"[36]
- "Pripadniki oboroženih sil stranke v konfliktu, pa tudi pripadniki milic ali prostovoljnega zbora, ki so del takšnih oboroženih sil."
- "Pripadniki drugih milic in člani drugih prostovoljnih korpusov, vključno z organiziranimi odporniškimi gibanji, ki pripadajo stranki v konfliktu in delujejo na njihovem ozemlju ali zunaj njega, tudi če je to ozemlje zasedeno."
- "Pripadniki rednih oboroženih sil, ki izpovedujejo vladi ali organu, ki ga zadrževalna sila ne prizna"
- "Osebe, ki spremljajo oborožene sile, ne da bi bile dejansko njihove pripadnike, kot so civilni člani posadk vojaških letal, vojni dopisniki, izvajalci oskrbe, pripadniki delovnih enot ali služb, odgovornih za dobrobit oboroženih sil."
- "Člani posadke, vključno z mojstri, piloti in vajenci, trgovske marine in posadke civilnih letal pogodbenic v sporu"
- "Prebivalci neokupiranega ozemlja, ki ob približevanju sovražnika spontano vzamejo orožje, da se uprejo napadalnim silam, ne da bi imeli čas, da se oblikujejo v redne oborožene enote."[37]

Prva (GCI), druga (GCII), tretja (GCIII) in četrta (GCIV) Ženevska konvencija so štiri najpomembnejše, ki skupaj s protokoli predstavljajo hrbtenico mednarodnega humanitarnega prava sredi oboroženih konfliktov. Vse pogodbe v členu 3 v podobnem besedilu navajajo, da se v nemednarodnem oboroženem spopadu "osebe, ki ne sodelujejo aktivno v sovražnostih, vključno s pripadniki oboroženih sil, ki so položile orožje ..., v vseh okoliščinah obravnavajo človeško. " Pogodba tudi navaja, da ne sme biti nobenega "nasilja nad življenjem in osebami, zlasti umorov vseh vrst, pohabljanja, krutega ravnanja in mučenja" ali "ogrožanja osebnega dostojanstva, zlasti ponižujočega in ponižujočega ravnanja"
Prva ženevska konvencija ureja položaj ranjencev in bolnikov oboroženih sil v vojni. Pripadnike oboroženih sil in druge osebe iz naslednjega člena, ki so ranjeni ali bolni, je treba vedno spoštovati in zaščititi. Stran v spopadu, pod katere oblastjo so, z njimi ravna človeško in jih oskrbuje brez kakršnega koli razlikovanja glede na spol, raso, narodno pripadnost, vero, politično prepričanje ali kakršno koli drugo podobno merilo. Vsak napad na njihovo življenje in telo ali nasilje nad njimi je strogo prepovedano; zlasti jih je prepovedano ubijati, iztrebljati, mučiti ali na njih opravljati biološke poskuse; ne smeta se jim namerno odklanjati zdravniška pomoč in oskrba niti se ne smejo izpostavljati nevarnostim okužb ali nalezljivih bolezni. Prednostno obravnavo upravičujejo le nujni medicinski razlogi. Z ženskami je treba ravnati z vsem spoštovanjem do njihovega spola. Stran v spopadu, ki je svoje ranjence ali bolnike prisiljena prepustiti sovražniku, pusti z njimi, kolikor je to mogoče zaradi vojaških razlogov, del svojega zdravstvenega osebja in materiala za pomoč pri njihovi oskrbi.
Druga opredeljuje položaj ranjencev, bolnikov in brodolomcev oboroženih sil na morju. 12. člen: Pripadnike oboroženih sil in druge osebe iz naslednjega člena, ki so na morju in so ranjeni, bolni ali so doživeli brodolom, je treba vedno spoštovati in zaščititi, pri čemer izraz brodolom pomeni vsak brodolom ne glede na njegov vzrok in vključuje tudi zasilni pristanek zrakoplova na morju ali njegov padec v morje. Strani v spopadu, pod oblastjo katerih so, z njimi ravnajo človeško in jih oskrbujejo brez kakršnega koli razlikovanja glede na spol, raso, narodno pripadnost, vero, politično prepričanje ali kakršno koli drugo podobno merilo. Vsak napad na njihovo življenje in telo ali nasilje nad njimi je strogo prepovedano; zlasti jih je prepovedano ubijati, iztrebljati, mučiti ali na njih opravljati biološke poskuse; ne smeta se jim namerno odklanjati zdravniška pomoč in oskrba niti se ne smejo izpostavljati nevarnostim okužb ali nalezljivih bolezni. Prednostno obravnavo upravičujejo le nujni medicinski razlogi. Z ženskami je treba ravnati z vsem spoštovanjem do njihovega spola.
Tretja govori o ravnanju z vojnimi ujetniki. 17. člen: Vojni ujetniki se ne smejo telesno ali duševno mučiti niti se ne smejo nad njimi izvajati druge oblike prisile, da bi se od njih pridobile kakršne koli informacije. Vojnim ujetnikom, ki ne želijo odgovarjati, se ne sme groziti, ne smejo se žaliti ali izpostavljati neprijetnostim ali se kakor koli drugače zapostavljati. Vojni ujetniki, ki zaradi svojega telesnega ali duševnega stanja niso sposobni dati osebnih podatkov, se predajo zdravstveni službi. Njihova identiteta se določi z vsemi možnimi sredstvi ob upoštevanju določb prejšnjega odstavka. Izpraševanje vojnih ujetnikov poteka v jeziku, ki ga razumejo.
Četrta ureja zaščito civilistov med vojno. Po 32. členu: visoke pogodbenice se posebej dogovorijo, da nobena od njih ne bo sprejela nobenega ukrepa, ki bi lahko povzročil telesno trpljenje ali iztrebljanje zaščitenih oseb, ki so v njihovih rokah. Ta prepoved ne velja samo za umor, mučenje, telesno kaznovanje, pohabljenje in medicinske ali znanstvene poskuse, ki niso nujno potrebni zaradi zdravljenja zaščitene osebe, ampak tudi za vse druge oblike surovega ravnanja civilnih ali vojaških oseb.

### Izjeme od Ženevske konvencije IV
GCIV zagotavlja pomembno izjemo:
Kadar stran v spopadu utemeljeno sumi ali ugotovi, da se zaščitena oseba na njenem ozemlju ukvarja z dejavnostmi, ki ogrožajo varnost države, ta zaščitena oseba ni upravičena do uveljavljanja pravic in ugodnosti po tej konvenciji, saj bi tako uveljavljanje v njeno korist škodilo varnosti te države. Če je zaščitena oseba na okupiranem ozemlju pridržana kot vohun ali saboter ali oseba, za katero se utemeljeno sumi, da se ukvarja z dejavnostjo, ki ogroža varnost okupacijske sile, se tej osebi, kadar vojaška varnost to brezpogojno zahteva, odvzame pravica do komuniciranja po tej konvenciji. S temi osebami je vedno treba ravnati človeško, v primeru sojenja pa se jim ne sme odvzeti pravica do poštenega in rednega sojenja po tej konvenciji. Ob upoštevanju varnosti države ali okupacijske sile, odvisno od primera, se jim tudi čim prej vrnejo vse pravice in ugodnosti zaščitenih oseb po tej konvenciji. (člen 5 GCIV)
Prav tako državljani države, ki je Konvencija ne zavezuje, s to konvencijo niso zaščiteni in državljani nevtralne države na ozemlju sovražne države ter državljani sovražne države ne morejo zahtevati zaščite GCIV, če je njihova matična država ima običajno diplomatsko predstavništvo v državi, ki jih ima (člen 4), saj lahko njihovi diplomatski predstavniki sprejmejo ukrepe za njihovo zaščito. Zahteva po ravnanju z "človeškostjo" pomeni, da je še vedno prepovedano mučenje posameznikov, ki niso zaščiteni s konvencijo.
Administracija Georgea W. Busha je v skladu z GCIII zagotovila manj zaščite zapornikom v "vojni proti terorizmu" s kodifikacijo pravnega statusa "nezakonitega borca". Če obstaja vprašanje, ali je oseba zakonit bojevnik, jo je treba obravnavati kot vojnega ujetnika, "dokler pristojni senat ne določi njihovega statusa" (člen 5 GCIII). Če razsodišče odloči, da je nezakonit bojevnik, po GCIII ne velja za zaščiteno osebo. Če pa je zaščitena oseba po GCIV, ima še vedno določeno zaščito po GCIV in ga je treba "obravnavati človeško ter v primeru sojenja ne sme biti prikrajšan za pravice poštenega in rednega sojenja, ki jih predpisuje ta konvencija" 5. člen GCIV).

### Dodatni protokoli k Ženevskim konvencijam
Dodatna protokola določata še pravila o zaščiti žrtev v oboroženih spopadih, in sicer prvi v mednarodnih spopadih, drugi pa v nemednarodnih spopadih, torej tudi med državljansko vojno in drugimi oboroženimi konflikti znotraj držav. Ti pojasnjujejo in razširjajo opredelitve na nekaterih področjih, vendar jih do danes številne države, vključno z ZDA, ali niso podpisale ali jih niso ratificirale.
Protokol I ne omenja mučenja, vendar vpliva na ravnanje z ujetniki in zaščitenimi osebami. V 5. členu protokol izrecno vključuje "imenovanje zaščitnih sil in njihovih nadomestkov" za spremljanje ali pogodbenice v sporu izvajajo konvencije. [106] Protokol razširja tudi opredelitev zakonitega borca v vojnah proti "tuji okupaciji, kolonialni prevladi in rasističnim režimom", tako da vključuje tiste, ki odpirajo orožje, vendar niso v uniformah, tako da so zdaj zakoniti borci in zaščiteni z Ženevskimi konvencijami - čeprav le, če je okupacijska sila ratificirala Protokol I. V skladu s prvotnimi konvencijami je bilo borce brez prepoznavnih oznak mogoče obravnavati kot vojne zločince in jih lahko usmrtili. Omenja tudi vohune in opredeljuje, kdo je plačanec. Najemniki in vohuni veljajo za nezakonitega borca in niso zaščiteni z istimi konvencijami.
Protokol II "razvija in dopolnjuje člen 3 [v zvezi z zaščito žrtev ne-mednarodnih oboroženih spopadov], ki je skupen Ženevskim konvencijam z dne 12. avgusta 1949, ne da bi spremenil obstoječe pogoje uporabe" (člen 1). Vsaka oseba, ki ne sodeluje ali ni prenehala sodelovati v sovražnostih, je upravičena do humanega ravnanja. Med dejanji, prepovedanimi proti tem osebam, spadajo: "Nasilje nad življenjem, zdravjem in telesnim ali duševnim počutjem oseb, zlasti umor, pa tudi kruto ravnanje, kot so mučenje, pohabljanje ali katera koli druga oblika telesnega kaznovanja" (člen 4 .a), "ogorčenje osebnega dostojanstva, zlasti ponižujoče in ponižujoče ravnanje, posilstvo, prisilna prostitucija in kakršna koli nedostojna kazniva dejanja" (4.e) člen, in h). Klavzule v drugih člankih prosijo za humano ravnanje s sovražnim osebjem v notranjem konfliktu. Ta sicer vplivajo na mučenje, toda nobena druga klavzula izrecno ne omenja mučenja.

### Druge konvencije
V skladu z neobveznimi Standardnimi minimalnimi pravili Združenih narodov za ravnanje z zaporniki (1955), "telesna kazen, kaznovanje z namestitvijo v temno celico in vse krute, nečloveške in ponižujoče kazni popolnoma prepovedane kot disciplinske kazni v primerih kaznivih ravnanj." Mednarodni pakt o državljanskih in političnih pravicah, (16 December 1966), eksplicitno prepoveduje mučenje in "kruto, nečloveško ali ponižujoče ravnanje ali " s strani podpisnikov.
Evropski sporazumi
Leta 1950 med Hladno vojno, so sodelujoče države članice Sveta Evrope podpisale Evropsko konvencijo o človekovih pravicah.. Sporazum je temeljil na Splošni deklaraciji človekovih pravic. Vključeval je določbo, da mora sodišče interpretirati sporazum in 3. Poglavje "Prepoved mučenja" govori da; "Nihče ne sme biti podvržen mučenju ali nečloveškemu ali ponižujočemu ravnanju ali kaznovanju. "
Leta 1978, je Evropsko sodišče za človekove pravice presodilo, da pet tehnik "senzorične prikrajšanosti" ni mučenje, kot je določeno v 3. členu Evropske konvencije o človekovih pravicah, temveč "nečloveško ali ponižujoče ravnanje" (glej Obtožbe za uporabo mučenja v Združenem kraljestvu za podrobnosti). Ta primer se je zgodil devet let pred začetkom veljavnosti Konvencije Združenih narodov proti mučenju in je od takrat vplival na razmišljanje o tem, kaj pomeni mučenje.
26 November 1987, so države članice Sveta Evrope, ki so zasedale v Strasbourgu, sprejele Evropsko konvencijo o preprečevanju mučenja in nečloveškega ali ponižujočega ravnanja ali kaznovanja (ECPT). Dva dodatna protokola sta spremenila Konvencijo, ki je začela veljati 1. marca 2002. Konvencija je ustanovila Odbor za preprečevanje mučenja ki nadzira spoštovanje njenih določb.
Med-Ameriška konvencija
Medameriška konvencija o preprečevanju in kaznovanju mučenja, ki jo je trenutno ratificiralo 18 držav Amerike in je v veljavi od 28. februarja 1987, bolj razširjeno definira mučenje kot Konvencija Združenih narodov proti mučenju.

### Nadzor nad sporazumi proti mučenju
Istanbulski protokol, uradni dokument OZN, je prvi sklop mednarodnih smernic za dokumentiranje mučenja in njegovih posledic.. Leta 1999 je postal uradni dokument Združenih narodov.
V skladu z določbami Izbirnega protokola h Konvenciji proti mučenju (v nadaljevanju OPCAT) ki so začele veljati 22. junija 2006, neodvisni mednarodni in nacionalni organi redno obiskujejo kraje, kjer je ljudem odvzeta prostost, da bi preprečili mučenje in drugo kruto, nečloveško ali ponižujoče ravnanje ali kaznovanje. Vsaka država, ki je ratificirala OPCAT, je v skladu s 17. členom odgovorna za oblikovanje ali vzdrževanje vsaj enega neodvisnega nacionalnega preventivnega mehanizma za preprečevanje mučenja na domači ravni.
Evropski odbor za preprečevanje mučenja, ki se sklicuje na 1. člen Evropske konvencije o preprečevanju mučenja, navaja, da bo "z obiski preučil ravnanje z osebami, ki jim je bila odvzeta prostost, da se po potrebi okrepi zaščita takšnih oseb pred mučenjem in pred nečloveškim ali ponižujočim ravnanjem ali kaznovanjem. ".
V času oboroženega spopada med podpisnikom Ženevskih konvencij in drugo državo, delegati Mednarodnega odbora Rdečega Križa (ICRC) spremljajo spoštovanje podpisnikov Ženevskih konvencij, kar vključuje spremljanje uporabe mučenja. Organizacije za človekove pravice, kot so Amnesty International, Svetovna organizacija proti mučenju in Združenje za preprečevanje mučenja, si aktivno prizadevajo za zaustavitev uporabe mučenja po vsem svetu in objavljajo poročila o vseh dejavnostih, za katere menijo, da so mučenje.

### Občinska zakonodaja
Države, ki so ratificirale Konvencijo Zdrženih narodov proti mučenju imajo pogodbeno obveznost, da te določbe vključijo v občinsko zakonodajo. Zakoni mnogih držav zato formalno prepovedujejo mučenje. Vendar takšne de jure pravne določbe nikakor niso dokaz, da država podpisnica dejansko ne uporablja mučenja. Številni pravni sistemi imajo za preprečevanje mučenja pravico do samoobtožbe ali izrecno prepovedujejo neupravičeno silo pri obravnavi osumljencev.
Francoska Deklaracija o človekovih in državljanskih pravicah iz leta 1789, z ustavno vrednostjo prepoveduje izpostavljanje osumljencev kakršni koli stiski, ki ni potrebna za zaščito njegove osebe.
Ameriška Ustava in ameriška zakonodaja prepovedujeta uporabo neupravičene sile ali prisile proti kateri koli osebi, ki je predmet zaslišanja, pridržanja ali aretacije.. Peti Amandma k Ameriški Ustavi vključuje zaščito pred samoobtožbo, ki navaja, da "[n]obena oseba... v nobeni kazenski zadevi ne sme biti priča proti sebi". To je osnova za pravni pouk ali 'Mirando', ki ga osebje pregona posameznikom izda po aretaciji. Poleg tega 8. Amandma Ameriške Ustave prepoveduje uporabo "okrutnih in nenavadnih kazni," , kar se pogosto razlaga kot prepoved mučenja. Nazadnje, 18 ZDA § 2340 et seq. opredeli in prepove mučenje državljanov ZDA zunaj ZDA ali državljanov tretjih držav, ki so prisotni v ZDA. Ker Združene države priznavajo običajno mednarodno pravo, ali pravo drugih držav, Ameriški Zakon o odškodninskih zahtevkih za tujce in Zakon o zaščiti žrtev mučenja zagotavljata tudi pravna sredstva za žrtve mučenja zunaj ZDA. Natančneje, status mučiteljev po zakonu ZDA, kot je bil določen s slavno sodno odločbo iz leta 1980, Filártiga v. Peña-Irala, 630 F.2d 876 (2d Cir. 1980), je da, " mučitelj postanite, tako kot pirat pirat in trgovec s sužnji pred njim, hostis humani generis, sovražnik vsega človeštva."

## Izključitev dokazov pridobljenih z mučenjem

### Mednarodno pravo
15. člen Konvencije Združenih narodov proti mučenju iz leta 1984 določa, da:
 Vsaka država pogodbenica zagotovi, da se nobena izjava, za katero se ugotovi, da je bila dana kot posledica mučenja, v nobenem postopku ne uporabi kot dokaz, razen zoper osebo, ki je obtožena mučenja, kot dokaz, da je bila izjava dana.
Podobno določbo najdemo tudi v 10. členu Medameriške konvencije o preprečevanju in kaznovanju mučenja iz leta 1985:
 Nobena izjava, za katero je dokazano, da je bila pridobljena z mučenjem, ni dopustna kot dokaz v sodnem postopku, razen v sodnem postopku zoper osebo ali osebe, ki so bile obtožene, da so jo izsiljevale z mučenjem, in le kot dokaz, da je obtoženi pridobil takšno izjavo na tak način. 
Te določbe imajo dvojni odvračilni učinek, saj izničijo kakršno koli koristnost uporabe mučenja z namenom pridobivanja priznanja in potrjujejo, da se lahko, če se iz oseba z mučenjem pridobi izjava, to proti njej uporabi v kazenskem postopku. Izkušnje namreč kažejo, da bo človek pod vplivom mučenja ali celo pod grožnjo mučenja rekel ali storil karkoli, da bi se izognil bolečini. Posledično, ni mogoče vedeti, ali je nastala izjava dejansko pravilna ali ne. Če se katero koli sodišče zaneša na kakršne koli dokaze, ki so bili pridobljeni z mučenjem, ne glede na njihovo veljavnost, to spodbuja državne uslužbence, da uporabljajo tehnike, ki silijo k priznanju in tako ustvarjajo trg mučenja tako doma kot v tujini.

### Znotraj državnih meja
Večina držav je svojim pravnim sistemom prepovedala sprejemanje dokazov, pridobljenih z mučenjem. Vprašanje uporabe dokazov, pridobljenih pod mučenjem, se je pojavilo v povezavi s pregonom med Vojno proti terorizmu v Združenem kraljestvu in ZDA.

### Združeno kraljestvo "mučenje s pooblaščencem"
Veleposlanik Združenega kraljestva v Uzbekistanu, Craig Murray, trdi, da je od avgusta 2002 vedel, " "da je CIA pripeljala v Taškent pripornike z letališča Bagram v Afganistanu, ki so jih predali uzbekistanskim varnostnim službam (SNB). Takrat sem domneval da so bili ti vsi državljani Uzbekistana - to je morda bila napačna domneva. Vedel sem, da je CIA pridobivala obveščevalne podatke pri njihovem naknadnem zaslišanju s strani SNB." Nadaljuje, da takrat še ni vedel, da so bili v Uzbekistan prepeljani državljani, ki niso Uzbekistani, in čeprav je preučil poročila več novinarjev in se jim zdijo poročila verodostojna, o tem vprašanju ni poučen iz prve roke.
Leta 2003 je Murray trdil, da je bilo "napačno uporabljati informacije, pridobljene iz mučenja". Soglasna sodba House of Lords 8 Decembra 2005 je to stališče potrdila. Presodili so, da v skladu z angleško pravno tradicijo "mučenja in njegovih sadov" ni mogoče uporabiti na sodišču. Toda tako pridobljene informacije bi lahko uporabile britanska policija in varnostne službe, saj "bi bilo smešno, če ne bi upoštevali informacij o tik-tak bombi, če bi jo priskrbeli z mučenjem."
Murrayjeve obtožbe niso privedle do nobene preiskave njegovega delodajalca, FCO, in odstopil je po disciplinskem ukrepanju proti njemu leta 2004. Državni revizijski urad je zaradi obtožb preiskoval sam Urad za zunanje zadeve in zvezo Commonwealtha. da je lastno osebje viktimiziralo, ustrahovalo in ustrahovalo.
Murray je kasneje izjavil, da je menil, da je nevede naletel na tisto, kar se imenuje "mučenje s pooblaščencem". Menil je, da zahodne države ljudi pomikajo k režimom in državam, kjer je bilo znano, da bodo informacije z mučenjem pridobljene in jim bodo na voljo. 
Med razpravo House of Commons Združenega kraljestva 7 Julija 2009, je poslanec David Davis vlado Združenega kraljestva obtožil mučenja, saj je Rangziebu Ahmedu dovolil, da državo zapusti (čeprav so imeli proti njemu dokaze, na podlagi katerih je bil kasneje obsojen zaradi terorizma) v Pakistan, kjer je rečeno, da so  Medsektorske obveščevalne službe dale zeleno luč Britanskim obveščevalnim službam, da so mučile Ahmeda. Davis je vlado nadalje obtožil, da je Ahmeda poskušal utišati in mu preprečiti, da bi se oglasil s svojimi obtožbami, potem ko je bil zaprt v Veliki Britaniji. Po njegovem mnenju je bila "domnevna zahteva za opustitev njegovih obtožb mučenja: če bi to storil, bi mu lahko znižali kazen in mu morda dali nekaj denarja. Če je ta zahteva za opustitev primera mučenja resnična, je odkrito pošastna. To mi v najmanjšem primeru bila kriminalna zloraba vladnih pooblastil in sredstev v okviru vladne strategije, v najslabšem primeru pa zarota za izkrivljanje sodnega postopka."

### Združene Države Amerike
Maja 2008, Susan J. Crawford, uradnica, ki je nadzirala pregon pred vojaškimi komisijami v Guantanamu, je zavrnila postopek pred Mohammed al-Qahtani, ker je dejala, "da so ga mučili." Crawford je dejal, da se je kombinacija tehnik z jasnimi zdravstvenimi posledicami stopnjevala v pravno opredelitev mučenja in da je mučenje "očrnilo vse v prihodnosti"."
28. oktobra 2008 je vojaški sodnik v Guantanamu Stephen R. Henley presodil, da vlada ne more uporabljati izjav, ki so bile dane kot posledica mučenja v zadevi vojaške komisije proti afganistanskemu državljanu Mohammedu Jawadu. Sodnik je menil, da je bilo Jawadovo domnevno priznanje metanja granate na dva pripadnika ameriške službe in afganistanskega tolmača pridobljeno po tem ko so oboroženih afganistanskih uradnikih 17. decembra 2002, grozili, da bodo ubili Jawada in njegovo družino. Vlada je sodniku že sporočila, da je Jawadova domnevna izpoved v afganistanskem priporu osrednjega pomena za zadevo proti njemu. Hina Shamsi, uslužbenka ameriškega nacionalnega projekta za državljanske svoboščine, je izjavila: "Pozdravljamo sodnikovo odločitev, da grožnje s smrtjo pomenijo mučenje in da je treba iz tega pridobljene dokaze izključiti iz sojenja. Žal so dokazi, pridobljeni z mučenjem in prisilo, razširjeni v primerih vojaških komisij, ki po svoji zasnovi ne upoštevajo najbolj temeljnih pravic postopka in nobena odločba tega ne more spremeniti." Mesec dni kasneje, 19. novembra, je sodnik znova zavrnil dokaze, zbrane s prisilnimi zaslišanji v zadevi vojaške komisije proti afganistanskemu državljanu Mohammedu Jawadu, in presodil, da dokazov, zbranih, ko je bil Jawad v ameriškem pridržanju od 17. do 18. decembra 2002, ni mogoče sprejeti v njegovo sojenje, predvsem zato, ker je ameriški zasliševalec Jawadu zavezal oči in ga zakril, da bi ga prestrašil.
V sojenju leta 2010, v New Yorku, kjer bi naj Ahmed Khalfan Ghailani, ki naj bi bil obtožen sokrivde pri bombardiranju ameriških veleposlaništev v Tanzaniji in Keniji, je sodnik Lewis A. Kaplan presodil, da so dokazi, pridobljeni pod prisilo, nedopustni. S sodbo je bila izključena pomembna priča, katere ime je bilo iz obtoženca izsiljeno pod prisilo. Porota ga je oprostila 280 obtožb in obsodila samo po eni obtožbi zarote.

## Aspekti

### Etični argumenti
Mučenje je bilo kritizirano iz humanitarnih in moralnih razlogov, ker so dokazi, pridobljeni z mučenjem, nezanesljivi in ker mučenje kvari institucije, ki to dopuščajo. Poleg poniževanja žrtve mučenje mučitelja tudi izniči: ameriški svetovalci, ki so jih južnovijetnamski zavezniki vznemirjali zaradi mučenja že v začetku vietnamske vojne, so zaključili, da "če bi poveljnik dovolil, da njegovi častniki in možje padejo v te razvade, bi jih zasledovali sami zavoljo perverznega užitka. " " Posledična degeneracija je uničila disciplino in moralo: "… vojak se je moral naučiti, da obstaja, da podpira zakon in red, ne pa da ga spodkopava." 
Organizacije, kot je Amnesty International, trdijo, da univerzalna pravna prepoved temelji na univerzalnem filozofskem soglasju, da so mučenje in slabo ravnanje gnusni, gnusni in nemoralni. Kmalu po napadih 11. septembra 2001 v ZDA potekala razprava o tem, ali je mučenje v nekaterih okoliščinah upravičeno. Nekateri ljudje, na primer Alan M. Dershowitz in Mirko Bagarič, trdijo, da potreba po informacijah prevlada nad moralnimi in etičnimi argumenti proti mučenju. Po prepovedi prisilnih praks pa so zasliševalci v Iraku povečali visokocenovne obveščevalne podatke za 50 odstotkov. Generalmajor Geoffrey D. Miller, ameriški poveljnik, zadolžen za pridržanja in zaslišanja, je izjavil, da je ""zaslišanje na podlagi poročila, ki priznava spoštovanje in dostojanstvo, in ima zelo dobro usposobljene izpraševalce je osnova, na kateri hitro razvijate informacije in povečati veljavnost teh informacij. " Drugi, vključno z Robertom Muellerjem, direktorjem FBI od 5. julija 2001, so poudarili, da je kljub trditvam nekdanje Busheve administracije waterboarding/utapljanje osebe z omočeno tkanino" prekinilo številne napade, morda na desetine napadov", ne verjamejo, da so dokazi pridobljeni s strani ameriške vlade z načinom "okrepljenega zaslišanja" prekinili že samo en napad in nihče ni predstavil dokumentiranega primera v katerem bi bila rešena življenja zaradi teh tehnik. 19. junija 2009 je Ameriška vlada sporočila, da odlaša z načrtovanim sproščanjem tajnih delov poročila generalnega inšpektorja Cie, ki naj bi slikala dvom na učinkovitost tehnik "okrepljenega zasliševanja", ki jih uporabljajo zasliševalci Cie, sklicujoč na poročilo, vsebovano v več dopisih ministrstva za pravosodje Bushevega kadrovanja, ki jih je spomladi 2009 Ministrstvo za pravosodje umaknilo s seznama.
Scenariji časovne bombe, miselni eksperiment, nas postavijo na vprašanje, kaj storiti z ujetim teroristom, ki je jedrsko bombo postavil v naseljeno območje. Če terorista mučijo, bo morda razložil, kako bombo deaktivirati. Vprašanje je ali je etično mučiti terorista. BBCjeva anketa iz leta 2006 v 25 državah je dobila podporo za vsako od naslednjih stališč:
- Teroristi predstavljajo tako skrajno grožnjo, da bi morale vlade dovoliti uporabo določene mere mučenja, če lahko pridobijo informacije, ki rešujejo nedolžna življenja.
- Treba je ohraniti jasna pravila proti mučenju, ker je kakršno koli mučenje nemoralno in bo oslabilo mednarodne človekove pravice.

Mučenje je v povprečju zavrnilo 59% ljudi po vsem svetu. Vendar pa je obstajal jasen razkorak med tistimi državami, ki mučenje močno zavračajo (na primer Italija, kjer je mučenje podprlo le 14%), in državami, kjer je bilo zavračanje manj močno. To zmanjšano zavrnitev pogosto najdemo v državah, ki jih teroristični napadi pogosto ogrožajo. Npr. Izrael je kljub temu, da je vrhovno sodišče leta 1999 prepovedalo mučenje, 43% podprlo mučenje, vendar 48% temu nasprotuje, v Indiji 37% podpira mučenje in le 23% nasprotuje.
Znotraj narodov obstaja jasna ločnica med položaji pripadnikov različnih etničnih skupin, ver in političnih pripadnosti, kar včasih odraža razlike med skupinami, ki se jim grozijo ali so žrtve terorističnih dejanj, in tistimi iz domnevnih skupin storilcev. Študija je na primer pokazala, da se je 53% med Izraelci Judov naklonilo določeni stopnji mučenja in le 39% jih je želelo stroga pravila proti mučenju, medtem ko so bili muslimani v Izraelu v veliki večini proti kakršni koli uporabi mučenja, v nasprotju z muslimani, ki so bili anketirani drugje. Razlike v splošnih političnih stališčih so tudi pomembne. V eni raziskavi iz leta 2006, ki jo je opravil Center Scripps na univerzi Ohio, je 66% Američanov, ki so se opredelili za močno republikansko mučenje, v primerjavi s 24% tistih, ki so se opredelili za močno demokratične. V ameriški raziskavi leta 2005 je 72% ameriških katolikov v nekaterih okoliščinah podprlo uporabo mučenja v primerjavi z 51% ameriških sekularistov. Raziskava Pew-a leta 2009 je prav tako pokazala, da verno neopredeljeni najmanj verjetno (40 odstotkov) podpirajo mučenje in da bolj kot oseba trdi, da obiskuje cerkev, večja je verjetnost, da bo oprostila mučenje; med rasnimi / verskimi skupinami so bili beli evangeličanski protestanti daleč najverjetneje (62 odstotkov) za povzročanje bolečine kot orodje za zasliševanje.
Javnomnenjska raziskava Today / Gallup "je pokazala, da se precejšnja večina Američanov ne strinja s taktiko puščanja zapornikov po več ur golih in vklenjenih v neprijetnih položajih, prav tako se ne strinjajo s taktikami, kjer ima zapornik občutek da se utaplja".
Obstajajo tudi različni odnosi do tega, kaj pomeni mučenje, kot je razkrito v anketi ABC News / Washington Post, kjer je več kot polovica vprašanih Američanov menila, da tehnike, kot je pomanjkanje spanja, niso mučenje.
V praksi je CIA uporabljala tako imenovane tehnike "okrepljenega zasliševanja" v situacijah, ki niso vključevale scenarija "časovne bombe", ki je bil predmet javnomnenjskih raziskav in javne razprave. Aprila 2009 je nekdanji visoki ameriški obveščevalec in nekdanji vojaški psihiater izjavil, da je Busheva administracija izvajala pritisk na zasliševalce, da bi uporabili tehnike "okrepljenega zasliševanja" na pridržanih, da bi našli dokaze o sodelovanju med Al Kaido in režimom pokojnega iraškega voditelja Sadama Huseina. Domnevna povezava med Al Kaido in Huseinovim režimom, ki je bila zavrnjena, je bila ključna politična utemeljitev Iraške vojne. 13. maja 2009 je nekdanji preiskovalni producent NBC News Robert Windrem poročal, kot je potrdil nekdanji vodja Iraške anketne skupine Charles Duelfer, da je urad podpredsednika izjavil, naj bi zasliševalna skupina, ki jo vodi Duelfer na iraškem zaporniku, sumi, da ve za zvezo med Al Kaido in Sadamom.
14. februarja 2010 je podpredsednik Dick Cheney v oddaji ABC's This Week znova poudaril, da podpira »waterboarding/utapljanje osebe z omočeno tkanino« in tehnike "okrepljenega zasliševanja" za zajete osumljence teroristov, rekoč: "Bil sem in ostajam odločen zagovornik našega okrepljenega programa zasliševanja. " 
Ko je BBC leta 2010 pritisnil na njegov osebni pogled na »waterboarding«, je predsedniški svetovalec Karl Rove je dejal: "Ponosen sem, da smo z uporabo teh tehnik ohranili svet varnejši kot je bil. Primerne so, skladnost z našimi mednarodnimi zahtevami in zakonodajo ZDA." 
Petnajstmesečna preiskava Guardiana in BBC Arabic, objavljena marca 2013, je razkrila, da so "ZDA poslale veterana umazanih vojn v Srednji Ameriki, da je nadzoroval iraške enote komandosa, ki so bile v času med ameriško okupacijo vključene v akte mučenja. Ameriškim državljanom bi lahko teoretično sodilo Mednarodno kazensko sodišče, čeprav ZDA niso podpisnice, vendar bi jih moral napotiti Varnostni svet OZN in glede na to, da imajo ZDA veto v tem svetu, je ta hipoteza zelo neverjetna." Pravna direktorica Reprieve Kat Craig je dejala, da: "Ta zadnja razkritja kršitev človekovih pravic kažejo, da je mučenje endemično za zunanjo politiko ZDA; gre za premišljena in namerna dejanja, ki jih ne samo sankcionirajo, temveč razvijajo najvišji ešaloni ameriške varnostne službe."

### Učinkovitost
Obstaja močan utilitarni argument proti mučenju; in sicer, da je neučinkovit.
Podatki o neučinkovitosti mučenja segajo stoletja nazaj. Na primer, med lovom na čarovnice se je mučenje rutinsko uporabljalo za prisiljevanje subjektov, da priznajo svojo krivdo in za prepoznavanje drugih čarovnic. Ugotovljeno je bilo, da bi si subjekti izmišljevali zgodbe, če bi to pomenilo, da bi mučenje prenehalo.
Ni znanstvenih dokazov, ki bi potrjevali njegovo učinkovitost.
Pomanjkanje znanstvene podlage za učinkovitost mučenja kot tehnike zasliševanja povzema poročilo obveščevalnega odbora iz leta 2006 z naslovom "IZOBRAŽEVANJE INFORMACIJ, zaslišanje: znanost in umetnost, temelji za prihodnost".
Po drugi strani pa so nekateri opozorili na nekatere posebne primere, ko je mučenje prineslo resnične informacije.

### Zavrnitev
Znamenit primer zavrnitve mučenja je navedla Argentinska Nacionalna Komisija za izginotje oseb, v poročilu katere je italijanski general Carlo Alberto Dalla Chiesa naznanil v zvezi s preiskavo izginotja premierja Alda Moroja , "Italija lahko preživi izgubo Alda Moroja. Uvedbe mučenja ne bi preživela." 

### Tajnost
Pred pojavom sodobnega policijskega dela je bilo mučenje pomemben vidik policijskega dela, katerega uporaba je bila odkrito sankcionirana in priznana s strani oblasti. Revija Economist je predlagala, da je eden od razlogov za mučenje ta, da mučenje v nekaterih primerih resnično pridobiva informacije / izpovedi, če so tisti, ki jih mučijo, res krivi.
Odvisno od kulture se mučenje včasih izvaja v tišini (uradni molk), poltišini (znano, vendar se o tem ne govori) ali odkrito priznano v javnosti (za vlivanje strahu in poslušnosti).
V 21. stoletju, tudi ko države sankcionirajo svoje metode zasliševanja, mučitelji pogosto delujejo zunaj zakonov. Zaradi tega nekateri raje uporabljajo metode, ki, čeprav so neprijetne, žrtve puščajo žive in neoznačene. Žrtev brez vidne škode morda ne bo verodostojna pri pripovedovanju mučenja, medtem ko lahko oseba, ki ji manjkajo nohti ali oči, zlahka dokaže trditve o mučenju. Pri duševnem mučenju pa lahko ostanejo brazgotine prav tako globoke in dolgotrajne kot fizično mučenje. Poklicni mučitelji v nekaterih državah uporabljajo tehnike, kot so električni šok, zadušitev, vročina, mraz, hrup in pomanjkanje spanja, kar pušča malo dokazov, čeprav v drugih okoliščinah mučenje pogosto povzroči grozljivo pohabljanje ali smrt. Vendar najpogostejša in najpogostejša oblika mučenja v svetu tako v razvitih kot v nerazvitih državah je pretepanje.

## Metode in naprave
Psihološko mučenje uporablja nefizične metode, ki povzročajo psihološko trpljenje. Njegovi učinki niso takoj očitni, razen če spremenijo vedenje mučene osebe. Ker ni mednarodnega političnega konsenza o tem, kaj pomeni psihološko mučenje, ga pogosto spregledamo, zanikamo in navajamo z različnimi imeni.
Psihološko mučenje je manj znano kot fizično in je ponavadi subtilno in ga je veliko lažje prikriti. V praksi so razlike med fizičnim in psihološkim mučenjem pogosto zabrisane. Fizično mučenje je povzročanje hude bolečine ali trpljenja človeku. V nasprotju s tem je psihološko mučenje usmerjeno v psiho s preračunanimi kršitvami psiholoških potreb, skupaj z globokimi poškodbami psiholoških struktur in zlomom prepričanj, ki podpirajo normalno razumnost. Mučitelji pogosto izvajajo obe vrsti mučenja v kombinaciji, da bi se povezali učinki.
Psihološko mučenje vključuje tudi namerno uporabo ekstremnih stresorjev in situacij, kot so lažna usmrtitev, izolacija, kršitev globoko zakoreninjenih družbenih ali spolnih norm in tabujev ali podaljšana samica. Ker psihološko mučenje ne potrebuje fizičnega nasilja, da bi bilo učinkovito, je mogoče povzročiti hude psihološke bolečine, trpljenje in travme brez zunanjih vidnih učinkov.
Posilstvo in druge oblike spolne zlorabe se pogosto uporabljajo kot metode mučenja za izpraševalne ali kazenske namene.
Pri medicinskem mučenju zdravniki uporabljajo mučenje, da presodijo, kaj lahko žrtve prestanejo, uporabijo postopke, ki mučenje poostrijo, ali mučijo osebo sami. Josef Mengele in Shirō Ishii sta bila med 2. svetovno vojno in po njej zloglasna zaradi vpletenosti v medicinsko mučenje in umore. V zadnjih letih pa si prizadevamo za odpravo medicinskega sokrivdenja pri mučenju z mednarodnimi in državnimi pravnimi strategijami, pa tudi s sodnimi spori proti posameznim zdravnikom.
Farmakološko mučenje je uporaba drog, ki povzročajo psihološke ali fizične bolečine ali nelagodje. Mučenje z žgečkanjem je nenavadna oblika mučenja, ki je kljub temu dokumentirana in je lahko tako fizično kot psihološko boleča.
Izobraževalni center sodnika Rotenberga (ang. The Judge Rotenberg Educational Center) je za spreminjanje vedenja pri avtističnih otrocih uporabljal pripomoček, imenovan elektronski zaviralec (ang. Graduated Electronic Decelerator). Združeni narodi so uporabo naprave obsodili kot mučenje.

## Posledice
Posledice mučenja presegajo takojšnje bolečine. Številne žrtve trpijo za posttravmatsko stresno motnjo (PTSD), ki vključuje simptome, kot so prebliski (ali vsiljive misli), huda tesnoba, nespečnost, nočne more, depresija in izpad spomina. Žrtve mučenja pogosto občutijo krivdo in sram, ki jih sproži ponižanje, ki so ga prestale. Mnogi menijo, da so izdali sebe ali svoje prijatelje in družino. Vsi takšni simptomi so običajni človeški odziv na nenormalno in nečloveško dejanje.
Organizacije, kot sta Svoboda pred mučenjem in Center za žrtve mučenja, poskušajo preživelim žrtvam mučenja pomagati pri zdravljenju in pridobiti forenzične medicinske dokaze za pridobitev političnega azila v varni državi ali pregon storilcev.
Mučenja je pogosto težko dokazati, še posebej, če je od dogodka do zdravniškega pregleda minilo nekaj časa ali kadar imajo mučitelji imuniteto pred pregonom. Številni mučitelji po vsem svetu uporabljajo metode, zasnovane tako, da imajo največji psihološki vpliv, hkrati pa pustijo le minimalne fizične sledi. Zdravniške organizacije in organizacije za človekove pravice po vsem svetu sodelujejo pri pripravi Istanbulskega protokola, dokumenta, ki naj bi opisal običajne metode mučenja, posledice mučenja in tehnike medicinsko-pravnega pregleda. Običajno so smrti zaradi mučenja na obdukciji prikazane kot posledica "naravnih vzrokov", kot so srčni napad, vnetje ali embolija zaradi izjemnega stresa.
Mučenje pogosto povzroči trajne duševne in fizične zdravstvene težave za preživele.
Fizičnih težav je lahko več, npr. spolno prenosljive bolezni, mišično-skeletne težave, možganske poškodbe, posttravmatska epilepsija in sindromi demence ali kronične bolečine.
Ameriško združenje za psihologijo (APA) je 19. avgusta 2007 izglasovalo prepoved sodelovanja, posredovanje za ustavitev in poročanje o vpletenosti v najrazličnejše tehnike zasliševanja kot mučenje, vključno z "uporabo lažnih usmrtitev, simuliranim utapljanjem, spolnim in verskim ponižanjem, stresni položaji ali pomanjkanje spanja ", pa tudi" izkoriščanje fobij zapornikov, uporaba mamil, ki spreminjajo duha, zakrivanju glave s tkanino, prisilno goloto, uporabe psov za ustvarjanje strahu pri pridržanih, izpostavljanje zapornikov močni vročini in mrazu, fizičnih napadi in grožnjami z uporabo takšnih tehnik zoper zapornika ali njegovo družino. "
Vendar je APA zavrnil močnejšo resolucijo, s katero je želel prepovedati "vsakršno neposredno ali posredno vpletenost psihologov v kakršna koli zaslišanja v ameriških centrih za pridržanje tujih pripornikov ali državljanov, pridržanih zunaj običajnih zakonitih poti". Ta resolucija bi APA postavila ob bok Ameriškemu zdravniškemu združenju in Ameriškemu psihiatričnemu združenju, če bi omejila poklicno sodelovanje v takšnih okoljih in usmerjala oskrbo bolnikov. APA je podprl Bushevo administracijo z obsodbo izolacije, pomanjkanja spanja in pomanjkanja čutov ali prekomerne stimulacije le, če bi to lahko povzročili trajno škodo.
Psihiatrično zdravljenje zdravstvenih težav, povezanih z mučenjem, lahko zahteva široko paleto strokovnega znanja in pogosto specializiranih izkušenj. Pogosta zdravljenja so psihotropna zdravila, npr. SSRI antidepresivi, svetovanje, kognitivno vedenjska terapija, terapija družinskih sistemov in fizioterapija.

## Rehabilitacija
Cilj rehabilitacije je opolnomočiti žrtev mučenja, da nadaljuje čim bolj polno življenje. Obnova življenja nekoga, čigar dostojanstvo je bilo uničeno, zahteva čas, zato je potrebna dolgoročna materialna, zdravstvena, psihološka in socialna podpora.
Zdravljenje mora biti usklajeno prizadevanje, ki zajema tako fizični kot psihološki vidik. Pomembno je upoštevati bolnikove potrebe, težave, pričakovanja, poglede in kulturne reference.
Na posledice mučenja bodo verjetno vplivali številni notranji in zunanji dejavniki. Zato je treba pri rehabilitaciji uporabiti različne pristope zdravljenja, ob upoštevanju individualnih potreb žrtev ter kulturnega, družbenega in političnega okolja.
Rehabilitacijski centri po vsem svetu, zlasti člani Mednarodnega sveta za rehabilitacijo žrtev mučenja, običajno ponujajo multidisciplinarno podporo in svetovanje, vključno z:
- zdravstvena oskrba / psihoterapevtsko zdravljenje
- psihosocialna podpora / zdravljenje travme
- pravne storitve in odškodnina
- družbena reintegracija.

V primeru prosilcev za azil in beguncev lahko storitve vključujejo tudi pomoč pri dokumentiranju mučenja za odločitev o azilu, jezikovne tečaje in pomoč pri iskanju prostora za življenje in delo.

### Rehabilitacija sekundarnih preživelih
V najslabšem primeru lahko mučenje prizadene več generacij. Fizični in duševni posledice mučenja pogosto močno obremenijo celotno družino in družbo. Otroci so še posebej ranljivi. Pogosto trpijo zaradi občutka krivde ali osebne odgovornosti za to, kar se je zgodilo. Zato je tudi drugim članom družine preživele osebe, zlasti zakoncem in otrokom, na voljo zdravljenje in svetovanje.

### Porušene družbe
Kjer je bilo mučenje sistematično in razširjeno, so lahko celotne družbe bolj ali manj travmatizirane. Na splošno so bile po letih represije, konfliktov in vojn redne podporne mreže in strukture pogosto prekinjene ali uničene.
Zagotavljanje psihosocialne podpore in pravnih sredstev žrtvam mučenja in travm lahko pomaga pri obnovi porušenih družb. "Rehabilitacijski centri imajo zato ključno vlogo pri spodbujanju demokracije, sožitja in spoštovanja človekovih pravic. Zagotavljajo podporo in upanje, ter so simbol zmage nad umetnim terorjem mučenja, ki lahko zadrži razvoj demokratične družbe celotne države. ""

## Zapiski

### Citati
1. ↑  Camille Naish, Death Comes to the Maiden: Sex and Execution 1431–1933 (London: Routledge, 1991), 27.
2. ↑  Henry Charles Lea, Witchcraft, pg 236 as quoted in Camille Naish, Death Comes to the Maiden: Sex and Execution 1431–1933 (London: Routledge, 1991), 28.
3. 1 2  H.R. Trevor-Roper, The European Witch-Craze of The Sixteenth and Seventeenth Centuries and Other Essays, (New York: Harper and Row, 1969), 120.
4. ↑  H.R. Trevor-Roper, The European Witch-Craze of The Sixteenth and Seventeenth Centuries and Other Essays, (New York: Harper and Row, 1969), 121.
5. ↑  Elihu Lauterpacht, C. J. Greenwood International Law Reports, Cambridge University Press, 2002 ISBN 0-521-66122-6, ISBN 978-0-521-66122-5 p. 139 section 189
6. ↑  Tortured confessions: prisons and public recantations in modern Iran. p. 3
7. 1 2  »Human Rights Watch – Defending Human Rights Worldwide«. hrw.org.
8. ↑  Rejali, Darius. »Torture, American style«. Boston.com.
9. ↑  [Diagnostic and statistical manual of mental disorders: DSM-IV-TR.. 4th ed. Washington, DC: American Psychiatric Association, 2000.]
10. ↑  Reyes, Hernan (2007). »The Worst Scars are in the Mind: Psychological Torture«. The International Review of the Red Cross. 89 (867): 591–617. doi:10.1017/s1816383107001300. S2CID 11284625.
11. ↑  »Executive Order 13491 – Ensuring Lawful Interrogations«. The White House. Arhivirano iz prvotnega spletišča dne 18. decembra 2011.
12. ↑  »The Death Penalty :Revenge Is the Mother of Invention«. Time. 24. januar 1983. Arhivirano iz prvotnega spletišča dne 28. avgusta 2013. Pridobljeno 4. novembra 2020.
13. ↑  »Death by a Thousand Cuts at Chinese Arts Centre until 23rd March«. manchestereventsguide.co.uk. Arhivirano iz prvotnega spletišča dne 18. aprila 2009.
14. ↑  Dracula – Britannica Concise [mrtva povezava]
15. ↑  Chisholm, Hugh, ur. (1911). »Wheel, Breaking on the« . Enciklopedija Britannica (v angleščini). Zv. 28 (11. izd.). Cambridge University Press. str. 586.
16. ↑  Merriam-Webster's collegiate dictionary, 10th Edition. Springfield, Mass: Merriam-Webster. 1999. str. 1246. ISBN 978-0-87779-713-5.
17. ↑  d'Argis (Biography), Antoine-Gaspard Boucher (Februar 2008). »Question or Torture«. Encyclopedia of Diderot & d'Alembert – Collaborative Translation Project. Pridobljeno 1. aprila 2015.
18. 1 2 3  »The Responses of Pope Nicholas I to the Questions of the Bulgars, 866«.[mrtva povezava]
19. ↑  Reza, Sadiq (2007) Torture and Islamic Law, Chicago Journal of International Law: Vol. 8: No. 1, Article 4.
20. ↑  Banchoff, Thomas (2007). Democracy and the New Religious Pluralism. str. 147. ISBN 9780195307221.
21. ↑  Maimoides; Mishneh Torah Hilkhot Gerushin 2:20
22. ↑  Malinowitz, Chaim;"The New York State Get Bill and its Halachic Ramifications" Arhivirano 2016-08-21 na Wayback Machine.; Jewish Law Articles
23. ↑  Universal Declaration of Human Rights, United Nations, 10 December 1948
24. ↑  »What does the law say about torture?«. International Committee of the Red Cross. 24. junij 2011.
25. ↑  Optional Protocol to the Convention Against Torture, United Nations, 18 December 2002.
26. ↑  »OHCHR | Optional Protocol to the Convention against Torture«.
27. ↑  »OHCHR – Special Rapporteur on torture and other cruel, inhuman or degrading treatment or punishment«. www.ohchr.org.
28. 1 2  »OHCHR – Prof. Nils Melzer«. www.ohchr.org.
29. ↑  Article 7 of the Rome Statute. Retrieved 11 June 2008.
30. ↑  Article 8 of the Rome Statute. Retrieved 11 June 2008.
31. ↑  Amnesty International, 11 April 2002. The International Criminal Court — a historic development in the fight for justice. Retrieved 11 June 2008. Arhivirano 24 December 2014 na Wayback Machine.
32. ↑  Article 11 of the Rome Statute. Retrieved 11 June 2008.
33. ↑  Articles 12 and 13 of the Rome Statute. Retrieved 11 June 2008.
34. ↑  Articles 17 and 20 of the Rome Statute. Retrieved 11 June 2008.
35. ↑  International Criminal Court. Office of the Prosecutor. Retrieved 11 June 2008.
36. ↑  Fourth Geneva Convention, Article 15.
37. ↑  Third Geneva Convention, Article 4
38. ↑  First Geneva Convention, 12 August 1949.
39. ↑  Second Geneva Convention, 12 August 1949.
40. ↑  Third Geneva Convention, 12 August 1949.
41. ↑  Fourth Geneva Convention, 12 August 1949.
42. ↑  Standard Minimum Rules for the Treatment of Prisoners, United Nations, Geneva, 1955.
43. ↑  International Covenant on Civil and Political Rights United Nations, 16 December 1966.
44. ↑  European Convention on Human Rights Arhivirano 2015-09-25 na Wayback Machine., 4 November 1950(with later protocols).
45. ↑  Ireland v. United Kingdom, 1977. (Case No. 5310/71)
46. ↑  Michael John Garcia (Legislative Attorney American Law Division) U.N. Convention Against Torture (CAT):Overview and Application to Interrogation Techniques Arhivirano 2020-10-31 na Wayback Machine. CRS Report for Congress 7 November 2005. pp. 13–15
47. ↑  »About the CPT«. coe.int.
48. ↑  »Association for the Prevention of Torture«. apt.ch.
49. ↑  Predloga:USC et seq..
50. ↑  Filártiga v. Peña-Irala, 630 F.2d 876 (2d Cir. 1980). Besedilo
51. ↑  Louise Doswald-Beck (21. marec 2011). Human Rights in Times of Conflict and Terrorism. Praeger; 1 edition. str. 220. ISBN 978-0-1995-7894-8.
52. ↑  »Exclusion of evidence obtained through torture«. Association for the Prevention of Torture. Arhivirano iz prvotnega spletišča dne 7. februarja 2015. Pridobljeno 7. februarja 2015.
53. ↑  "'Rendition' and secret detention: A global system of human rights violations", Amnesty International, 1 January 2006
54. ↑  Murray, Craig (11. julij 2005). »Extraordinary Rendition«. www.craigmurray.co.uk. Arhivirano iz prvotnega spletišča dne 28. julija 2012.
55. ↑  Gedye, Robin (23. oktober 2004). »The envoy silenced after telling undiplomatic truths«. The Daily Telegraph. London. Pridobljeno 26. avgusta 2010. Murray fired off a memorandum to the Foreign Office last July suggesting that Britain's intelligence services were wrong to use information gleaned from torture victims
56. ↑  »Torture evidence inadmissible in UK courts, Lords rules«. The Guardian. 8. december 2005.
57. ↑  Silverman, Jon (8. december 2005). »Torture ruling's international impact«. BBC.
58. ↑  Winnett, Robert (20. marec 2005). »Foreign Office faces probe into 'manipulation'«. The Sunday Times. Arhivirano iz prvotnega spletišča dne 5. avgusta 2011. Pridobljeno 4. novembra 2020.
59. ↑  Remnick, David. »An interview with Jane Mayer«. The New Yorker on 14 February 2005. Arhivirano iz prvotnega spletišča dne 9. julija 2014.
60. ↑  Predloga:Cite hansard
61. 1 2  Q&A: Guantanamo detentions BBC News, 22 January 2009.
62. ↑  Qhatani remains imprisoned at Guantanamo. Woodward, Bob Detainee Tortured, Says U.S. Official Washington Post, 14 January 2009.
63. ↑  »Court hears arguments over detainee's confession«. USA Today. Associated Press. 13. januar 2009. Pridobljeno 16. novembra 2011.
64. ↑  »Guantanamo Judge Rejects Evidence Obtained Through Torture in Jawad Case«. yubanet.com. Arhivirano iz prvotnega spletišča dne 2. aprila 2015.
65. ↑  »Guantánamo Judge Throws Out More Evidence Obtained Through Torture in Jawad Case«. American Civil Liberties Union.
66. ↑  usatoday13Jan2009>
67. 1 2  Weiser, Benjamin,Detainee Acquitted on Most Counts in ’98 Bombings New York Times, 17 November 2010
68. 1 2  Rhee, Nissa, Guantánamo detainee's Sentence Renews Debate About Civilian Trials, Christian Science Monitor, 26 January 2011.
69. ↑  »Consequentialist reasons why torture is wrong«. BBC. Arhivirano iz prvotnega spletišča dne 13. decembra 2007.
70. 1 2  Sheehan, Neil (1988). A Bright Shining Lie: John Paul Vann and America in Vietnam (first izd.). Random House. str. 104, 105. ISBN 978-0-394-48447-1.
71. ↑  »Torture and ill-treatment: the arguments: 1. What is torture? What is ill-treatment? What's the difference?«. Amnesty International. Arhivirano iz prvotnega spletišča dne 5. decembra 2007.
72. ↑  Yasmin Alibhai-Brown: People matter more than holy books[mrtva povezava][mrtva povezava] Editorial and Opinion (Page 31) in The Independent Monday 23 May 2005. Includes commentary on how some Americans have changed their attitudes to torture. [mrtva povezava]
73. ↑  Bagaric, Mirko & Clarke Julie;Not Enough Official Torture in the World? The Circumstances in Which Torture Is Morally Justifiable University of San Francisco Law Review, Volume 39, Spring 2005, Number 3, pp. 581–616.
74. ↑  "General Says Less Coercion of Captives Yields Better Data" NY Times 7 September 2004
75. ↑  Did torture Work? Washington Post 11 December 2007
76. ↑  David Rose (16 December 2008) "Reckoning" Vanity Fair. Retrieved on 7 June 2009.
77. ↑  Hess, Pamela (19 June 2009) "Gov't delays release of report on interrogations." Associated Press. Retrieved on 20 June 2009. [mrtva povezava]
78. ↑  Seibel, Mark and Strobel, Warren (24 April 2009). "CIA official: No proof harsh techniques stopped terror attacks." Arhivirano 28 April 2009 na Wayback Machine. McClatchy's. Retrieved on 20 June 2009.
79. ↑  Landay, Jonathan and Strobel, Warren (21 May 2009) "Cheney's speech ignored some inconvenient truths." Arhivirano 25 May 2009 na Wayback Machine. McClatchy's. Retrieved on 20 June 2009.
80. ↑  »One third support some torture«. BBC News. 19. oktober 2006.
81. ↑  Ibid: "Israel has the largest percentage of those polled endorsing the use of a degree of torture on prisoners, with 43% saying they agreed that some degree of torture should be allowed." On the Israeli Supreme Court decision outlawing torture, see Judgment Concerning the Legality of the General Security Service’s Interrogation Methods, Supreme Court of Israel, 38 I.L.M. 1471 (1999), and other references at law.harvard.edu Arhivirano 30 April 2009 na Wayback Machine.
82. ↑  »New XHTML 1.0 Transitional Compliant Page«. newspolls.org. Arhivirano iz prvotnega spletišča dne 14. maja 2011.
83. ↑  »Nation: Americans, especially Catholics, approve of torture«. ncronline.org. Arhivirano iz prvotnega spletišča dne 12. junija 2008.
84. ↑  Pitts, Leonard (7 May 2009). "Commentary: Why do we tolerate torture?" McClatchy's. Retrieved on 19 June 2009.
85. ↑  Locy, Toni (13. januar 2005). »Poll: Most object to extreme interrogation tactics«. USA TODAY. Pridobljeno 20. januarja 2007. sizable majorities of Americans disagree with tactics
86. ↑  David Morris and Gary Langer Poll: Torture Methods Opposed ABCNEWS.com 27 May 2004 "Americans by nearly 2-to-1 oppose torturing terrorism suspects – but half believe the U.S. government, as a matter of policy, is doing it anyway. And even more think the government is employing physical abuse that falls short of torture in some cases."
87. ↑  Landay, Jonathan (21 April 2009). "Report: Abusive tactics used to seek Iraq-al Qaida link." Arhivirano 31 July 2009 na Wayback Machine. McClatchy's. Retrieved on 20 June 2009.
88. ↑  (8 September 2006) "Senate report: No Saddam, al-Qaida link." Associated Press. Retrieved on 20 June 2009
89. ↑  Windrem, Robert (13 May 2009). "Cheney's Role Deepens." Arhivirano 16 June 2009 na Wayback Machine. Daily Beast. Retrieved on 20 June 2009.
90. ↑  Conason, Joe (14 May 2009). "We tortured to justify war." Salon. Retrieved on 20 June 2009. Arhivirano 17 May 2009 na Wayback Machine.
91. ↑  
»'This Week' Transcript: Former Vice President Dick Cheney«. This Week. ABC. 14. februar 2010. Pridobljeno 27. februarja 2010.
92. ↑  http://www.timesonline.co.uk Arhivirano 2009-01-06 na Wayback Machine., 13 March 2010, "Karl Rove says water torture is justified – and a source of pride" by Giles Whittell
93. ↑  Pentagon investigating link between US military and torture centres in Iraq. Defense Department says 'it will take time' to respond to a 15-month investigation by BBC Arabic and the Guardian. By Ewen MacAskill and Mona Mahmood. The Guardian, 7 March 2013.
94. ↑  Shermer, Michael (2017). »On Witches and Terrorists«. Scientific American. 316 (5): 77. Bibcode:2017SciAm.316e..77S. doi:10.1038/scientificamerican0517-77. PMID 28437416.
95. ↑  Jean Maria Arrigo (2004). »A utilitarian argument against torture interrogation of terrorists«. Science and Engineering Ethics. 10 (3): 543–72. CiteSeerX 10.1.1.470.9264. doi:10.1007/s11948-004-0011-y. PMID 15362710. S2CID 39052391.
96. ↑  »Educing Information: Interrogation: Science and Art—Foundations for the Future« (PDF). National Defense Intelligence College. december 2006. Pridobljeno 15. oktobra 2009.{{navedi splet}}:  Vzdrževanje CS1: samodejni prevod datuma (povezava)
97. ↑  »J. Franklin, Evidence gained from torture: wishful thinking, checkability and extreme circumstances« (PDF). Cardozo Journal of International and Comparative Law. 17 (2): 281–90. 2009. Pridobljeno 28. decembra 2009.
98. ↑  Report of Conadep (National Commission on the Disappearance of Persons): Prologue – 1984
99. ↑  »Is torture ever justified?«. The Economist. 20. september 2007.
100. ↑  Bakir, V. Torture, Intelligence and Sousveillance in the War on Terror: Agenda–Building Struggles. Farnham: Ashgate (2013). Available at: http://www.ashgate.com/isbn/9781472402554 Arhivirano 4 September 2014 na Wayback Machine.
101. ↑  Abu Ghraib and the ISA: What's the difference? Arhivirano 20 May 2012 na Wayback Machine.
102. ↑  Amnesty.org
103. ↑  The National Archives. "Confession of Guy Fawkes." Retrieved 22 April 2007.
104. ↑  https://insidetime.org/great-well-of-psychiatric-morbidity
105. ↑  »arhivska kopija«. Arhivirano iz prvotnega spletišča dne 27. septembra 2020. Pridobljeno 4. novembra 2020.
106. ↑  Mehraby, Nooria. »Refugee Women: The Authentic Heroines«. Arhivirano iz prvotnega spletišča dne 30. avgusta 2007.
107. ↑  Hoffman, S. J. (2011). »Ending medical complicity in state-sponsored torture« (PDF). The Lancet. 378 (9802): 1535–1537. doi:10.1016/S0140-6736(11)60816-7. PMID 21944647. S2CID 45829194.
108. ↑  Heger, Heinz. The Men With the Pink Triangle. Boston: Alyson Publications, 1980.
109. ↑  Yamey, Gavin (11. avgust 2011). »Torture: European Instruments of Torture and Capital Punishment from the Middle Ages to Present«. British Medical Journal. 323 (7308): 346. doi:10.1136/bmj.323.7308.346.
110. ↑  Schreiber, Mark. The Dark Side: Infamous Japanese Crimes and Criminals. Japan: Kodansha International, 2001. Page 71
111. ↑  Wiehe, Vernon. Sibling Abuse: Hidden Physical, Emotional, and Sexual Trauma. New York: Lexington Books, 1990.
112. ↑  »UN Calls Shock Treatment at Mass. School 'Torture'«. ABC News (v angleščini). Pridobljeno 28. julija 2020.
113. ↑  »What is torture?«. IRCT. Arhivirano iz prvotnega spletišča dne 25. septembra 2021. Pridobljeno 7. oktobra 2010.
114. ↑  
»Autopsy reports reveal homicides of detainees in U.S. custody«. ACLU. Arhivirano iz prvotnega spletišča dne 14. februarja 2006.
115. ↑  »APA Rules on Interrogation Abuse«. washingtonpost.com.
116. 1 2 3 4 5 6 7  »Rehabilitation«. What is torture?. International Rehabilitation Council for Torture Victims (IRCT). Arhivirano iz prvotnega spletišča dne 21. oktobra 2021. Pridobljeno 23. marca 2011.
117. ↑  »Rehabilitation and Research Centre for Torture Victims: Field Manual on Rehabilitation (2007)« (PDF).[mrtva povezava][mrtva povezava]

### Članki
- Bromwich, David (2015). »Working the Dark Side«. London Review of Books. 37 (1): 15–16.
- Danner, Mark (2015). »Our New Politics of Torture«. The New York Review of Books. 62 (1).
- Wantchekon, L. & A. Healy (1999). »The 'Game' of Torture« (PDF). Journal of Conflict Resolution. 43 (5): 596–609. doi:10.1177/0022002799043005003. S2CID 51347078.
- McCoy, Alfred (2014). »How to Read the Senate Report on CIA Torture«. History News Network.